# National American Woman Suffrage Association
La National American Woman Suffrage Association (NAWSA) è stata un'organizzazione formata il 18 febbraio 1890, in difesa del suffragio femminile negli Stati Uniti. Fu creata dalla fusione di due organizzazioni esistenti, la National Woman Suffrage Association (NWSA) e la American Woman Suffrage Association (AWSA). La sua appartenenza, che era circa di settemila aderenti all'epoca in cui si era formata, alla fine è aumentata fino a due milioni, rendendola la più grande organizzazione volontaria della nazione. Svolse un ruolo fondamentale nell'approvazione del Diciannovesimo Emendamento alla Costituzione degli Stati Uniti, che nel 1920 garantì il diritto di voto alle donne.
Susan B. Anthony, leader da lungo tempo nel movimento del suffragio, era la figura dominante nella NAWSA di recente formazione. Carrie Chapman Catt, che diventò presidente dopo che la Anthony si era ritirata nel 1900, implementò una strategia di reclutamento di membri ricchi del movimento del club femminile in rapida crescita, il cui tempo, denaro ed esperienza avrebbero potuto aiutare a costruire il movimento del suffragio. Il mandato di Anna Howard Shaw in carica, iniziato nel 1904, vide una forte crescita dell'appartenenza e dell'approvazione pubblica dell'organizzazione.
Dopo che il Senato ha respinto decisamente l'emendamento del suffragio femminile proposto alla Costituzione degli Stati Uniti nel 1887, il movimento del suffragio aveva concentrato la maggior parte dei suoi sforzi sulle campagne di suffragio statale. Nel 1910 Alice Paul si unì alla NAWSA e ebbe un ruolo importante nel rianimare l'interesse per l'emendamento nazionale. Dopo aver continuato i conflitti con la leadership della NAWSA sulle tattiche, Paul ha creato un'organizzazione rivale, il National Woman's Party.
Quando la Catt divenne di nuovo presidente nel 1915, la NAWSA adottò il suo piano per centralizzare l'organizzazione e lavorare verso l'emendamento al suffragio come obiettivo principale. Ciò fu fatto nonostante l'opposizione da parte dei membri del sud che credevano che un emendamento federale avrebbe eroso i diritti degli Stati. Con la sua grande appartenenza e il crescente numero di donne elettori negli stati in cui era già stato raggiunto il suffragio, la NAWSA iniziò a operare più come gruppo di pressione politica che a un gruppo educativo. Conquistò ulteriore simpatia per la causa del suffragio collaborando attivamente con lo sforzo bellico durante la prima guerra mondiale. Il 14 febbraio 1920, diversi mesi prima della ratifica del diciannovesimo emendamento, il NAWSA si è trasformato nella League of Women Voters, che è ancora attiva.

## Storia
La richiesta del suffragio femminile negli Stati Uniti era controversa anche tra gli attivisti per i diritti delle donne nei primi giorni del movimento. Nel 1848 una risoluzione a favore del diritto di voto delle donne fu approvata solo dopo un vigoroso dibattito alla Convenzione di Seneca Falls, la prima convenzione sui diritti delle donne. Al tempo delle Convenzioni nazionali sui diritti delle donne nel 1850, la situazione era cambiata e il suffragio femminile era diventato un obiettivo preminente del movimento. Tre leader del movimento delle donne durante questo periodo, Lucy Stone, Elizabeth Cady Stanton e Susan B. Anthony, giocarono un ruolo di primo piano nella creazione della NAWSA molti anni dopo.
Nel 1866, subito dopo la guerra civile americana, l'undicesima Convenzione nazionale sui diritti delle donne si trasformò nell'American Equal Rights Association (AERA), che si batteva per la parità di diritti sia per gli afroamericani che per le donne bianche, in particolare per il suffragio. L'AERA sostanzialmente crollò nel 1869, in parte a causa del disaccordo sulla proposta del XV emendamento della Costituzione degli Stati Uniti d'America, che avrebbe concesso il diritto di voto agli uomini afroamericani. I leader del movimento delle donne erano costernati dal fatto che non avrebbe concesso il diritto di voto anche alle donne. Stanton e Anthony si opposero alla sua ratifica a meno che non fosse accompagnata da un altro emendamento che avrebbe concesso il diritto di voto alle donne. La Stone sostenne l'emendamento. Credeva che la sua ratifica avrebbe spinto i politici a sostenere un emendamento simile per le donne. Diceva che anche se il diritto di voto è più importante per le donne che per gli uomini neri, "sarò grata nella mia anima se qualcuno riuscirà a uscire da questo terribile abisso."
Nel maggio 1869, due giorni dopo gli aspri dibattiti in quello che si rivelò essere l'ultimo incontro annuale dell'AERA, Anthony, Stanton e i loro alleati formarono la National Woman Suffrage Association (NWSA). Nel novembre 1869 l'American Woman Suffrage Association (AWSA) fu fondata da Lucy Stone, suo marito Henry Blackwell, Julia Ward Howe e i loro alleati, molti dei quali avevano contribuito a creare la New England Woman Suffrage Association, un anno prima come parte della scissione in via di sviluppo. L'aspra rivalità tra le due organizzazioni creò un'atmosfera partigiana che durò per decenni.
Anche dopo la ratifica del quindicesimo emendamento nel 1870, le differenze tra le due organizzazioni rimasero. L'AWSA lavorava quasi esclusivamente per il suffragio femminile mentre la NWSA inizialmente lavorò su una vasta gamma di questioni, tra cui la riforma del divorzio e la parità di retribuzione per le donne. L'AWSA comprendeva sia uomini che donne tra i suoi dirigenti, mentre la NWSA era guidata da donne. L'AWSA lavorava per il suffragio principalmente a livello statale mentre la NWSA lavorava più a livello nazionale. L'AWSA coltivava un'immagine di rispettabilità, mentre la NWSA a volte utilizzava tattiche conflittuali. La Anthony, ad esempio, interruppe le cerimonie ufficiali in occasione del centenario della Dichiarazione di Indipendenza per presentare la Dichiarazione dei diritti delle donne della NWSA. La Anthony fu arrestata nel 1872 per aver votato, cosa ancora illegale per le donne, e fu dichiarata colpevole in un processo molto pubblicizzato.
I progressi verso il suffragio femminile furono lenti nel periodo successivo alla scissione, ma i progressi in altre aree rafforzarono le basi del movimento. Nel 1890, decine di migliaia di donne frequentavano college e università, da zero di qualche decennio prima. Ci fu un calo del sostegno pubblico all'idea della “sfera della donna”, la convinzione cioè che il posto della donna fosse in casa e che non dovesse essere coinvolta nella politica. Le leggi che consentivano ai mariti di controllare le attività delle mogli erano state notevolmente riviste. Ci fu una crescita drammatica di organizzazioni di riforma sociale tutte al femminile, come la Woman's Christian Temperance Union (WCTU), la più grande organizzazione femminile del paese. Con una grande spinta al movimento per il suffragio, la WCTU appoggiò il suffragio femminile alla fine del 1870, sulla base del fatto che le donne avevano bisogno del voto per proteggere le loro famiglie dall'alcol e da altri vizi.
La Anthony iniziò sempre più a enfatizzare il suffragio rispetto ad altre questioni relative ai diritti delle donne. Il suo scopo era quello di unire il crescente numero di organizzazioni femminili nella richiesta del suffragio anche se non sostenevano altre questioni legate ai diritti delle donne. Lei e la NWSA iniziarono anche a porre meno enfasi sulle azioni conflittuali e più sulla rispettabilità. La NWSA non era più vista come un'organizzazione che sfidava gli accordi familiari tradizionali sostenendo, ad esempio, quello che i suoi oppositori chiamavano "divorzio facile". Tutto ciò ebbe l’effetto di avvicinarla maggiormente all’AWSA. Anche il rifiuto da parte del Senato nel 1887 della proposta di emendamento sul suffragio femminile alla Costituzione degli Stati Uniti avvicinò le due organizzazioni. La NWSA aveva lavorato per anni per convincere il Congresso a mettere ai voti l’emendamento proposto. Dopo essere stata votata e respinta con decisione, la NWSA iniziò a dedicare meno energia alla campagna a livello federale e più a livello statale, come stava già facendo l’AWSA.
La Stanton continuò a promuovere tutti gli aspetti dei diritti delle donne. Sostenne una coalizione di gruppi di riforme sociali radicali, inclusi populisti e socialisti, che avrebbero sostenuto il suffragio delle donne come parte di un elenco congiunto di richieste. In una lettera a un amico, la Stanton affermava che la NWSA "è diventata politica e conservatrice per qualche tempo. Sia Lucy [Stone] che Susan [Anthony] vedono solo il suffragio. Loro non vedono la schiavitù religiosa e sociale della donna, e neppure le giovani donne di entrambe le associazioni, quindi possono anche combinarsi". La Stanton, tuttavia, si era in gran parte ritirata dall'attività quotidiana del movimento del suffragio. Trascorse gran parte del suo tempo con sua figlia in Inghilterra durante questo periodo. Nonostante i loro diversi approcci, la Stanton e la Anthony rimasero amiche e collaboratrici, continuando una collaborazione che era iniziata nei primi anni del 1850.
La Stone dedicò gran parte della sua vita dopo la scissione, al Woman's Journal, un giornale settimanale che lanciò nel 1870 per servire come voce dell'AWSA. Entro il 1880 il Woman's Journal aveva ampliato la sua copertura ed era visto da molti come il giornale dell'intero movimento.

Il movimento per il suffragio attirava membri più giovani che erano impazienti di fronte alle continue divisioni, vedendo l'ostacolo più come una questione di personalità che di principi. Alice Stone Blackwell, figlia di Lucy Stone, disse: "Quando ho iniziato a lavorare per un sindacato, gli anziani non ne erano entusiasti, da entrambe le parti, ma le donne più giovani da entrambe le parti sì. Non c'era davvero nulla che potesse ostacolarlo, tranne i sentimenti spiacevoli generati durante la lunga separazione".

## Fusione di organizzazioni rivali
Sono stati fatti diversi tentativi per avvicinare le due parti, ma senza successo. La situazione cambiò nel 1887 quando la Stone, che si stava avvicinando al suo settantesimo compleanno e con un peggioramento della salute, iniziò a cercare modi per superare la scissione. In una lettera alla suffragista Antoinette Brown Blackwell, suggerì la creazione di un'organizzazione ombrello di cui l'AWSA e la NWSA sarebbero diventate ausiliarie, ma quell'idea non ottenne sostenitori. Nel novembre 1887 la riunione annuale dell'AWSA approvò una risoluzione che autorizzava la Stone a conferire con la Anthony sulla possibilità di una fusione. La risoluzione affermava che: "le differenze tra le due associazioni sono state in gran parte rimosse grazie all'adozione di principi e metodi comuni". La Stone inoltrò la risoluzione alla Anthony insieme a un invito a incontrarla.
La Anthony e Rachel Foster Avery, una giovane leader della NWSA, si recarono a Boston nel dicembre 1887, per incontrare la Stone. Ad accompagnare la Stone in questo incontro c'era sua figlia Alice Stone Blackwell, che era anche un ufficiale dell'AWSA. La Stanton, che all'epoca era in Inghilterra, non partecipò. L'incontro ha esplorato diversi aspetti di una possibile fusione, incluso il nome della nuova organizzazione e la sua struttura. La Stone ha avuto ripensamenti poco dopo, dicendo a un'amica che desiderava non aver mai offerto di unirsi, ma il processo di fusione continuò lentamente.
Un primo segnale pubblico di miglioramento delle relazioni tra le due organizzazioni si verificò tre mesi dopo al congresso di fondazione dell'International Council of Women, che la NWSA organizzò e ospitò a Washington in concomitanza con il quarantesimo anniversario della Convenzione di Seneca Falls. Ricevette una pubblicità favorevole e i suoi delegati, provenienti da cinquantatré organizzazioni femminili di nove paesi, furono invitati a un ricevimento alla Casa Bianca. I rappresentanti dell'AWSA furono invitati a sedersi sul palco durante gli incontri, insieme ai rappresentanti della NWSA, segnalando una nuova atmosfera di cooperazione.
La fusione proposta non generò controversie significative all'interno dell'AWSA. La convocazione della riunione annuale del 1887, quella che autorizzò la Stone a esplorare la possibilità di una fusione, non menzionava nemmeno che la questione sarebbe stata all'ordine del giorno. Tale proposta fu trattata in modo abituale nel corso della riunione e fu approvata all'unanimità senza dibattito.
La situazione era diversa all'interno della NWSA, dove c'era una forte opposizione da parte di Matilda Joslyn Gage, Olympia Brown e altri. Ida Husted Harper, collega e biografa della Anthony, affermò che gli incontri della NWSA che affrontarono questo problema "sono stati i più tempestosi nella storia dell'associazione". Accusando la Anthony di aver usato tattiche subdole per contrastare l'opposizione alla fusione, la Gage formò un'organizzazione concorrente nel 1890 chiamata Woman's National Liberal Union, ma non ebbe un seguito significativo.
I comitati AWSA e NWSA che negoziarono i termini della fusione firmarono una base per un accordo nel gennaio 1889. A febbraio, Stone, Stanton, Anthony e altre leader di entrambe le organizzazioni pubblicarono una "Lettera aperta alle donne d'America" in cui dichiaravano la loro intenzione di lavorare insieme. Quando Anthony e Stone discussero per la prima volta della possibilità di una fusione nel 1887, Stone aveva proposto che lei, Stanton e Anthony rinunciassero tutti alla presidenza dell'organizzazione unita. Anthony inizialmente era d'accordo, ma altri membri della NWSA si opposero fortemente. La base dell'accordo non conteneva tale clausola.
Inizialmente l'AWSA era la più grande delle due organizzazioni, ma la sua forza era diminuita durante gli anni '80 dell'Ottocento. La NWSA era percepita come il principale rappresentante del movimento per il suffragio, in parte a causa della capacità di Anthony di trovare modi drammatici per portare il suffragio all'attenzione della nazione. Anthony e Stanton avevano anche pubblicato la loro massiccia History of Woman Suffrage, che li poneva al centro della storia del movimento e marginalizzava il ruolo della Stone e dell'AWSA. La visibilità pubblica della Stone era diminuita in modo significativo, in netto contrasto con l'attenzione che aveva attirato da giovane come relatrice nel circuito delle conferenze nazionali.
La Anthony era sempre più riconosciuta come una persona di importanza politica. Nel 1890 membri di spicco della Camera e del Senato furono tra le duecento persone che parteciparono alla celebrazione del suo settantesimo compleanno, un evento nazionale che ebbe luogo a Washington tre giorni prima della convenzione che unì le due organizzazioni per il suffragio. Anthony e Stanton riaffermarono chiaramente la loro amicizia in questo evento, frustrando gli oppositori della fusione che avevano sperato di metterle l'una contro l'altra.

## Convenzione della fondazione
La National American Woman Suffrage Association (NAWSA) fu creata il 18 febbraio 1890 a Washington da una convenzione che unì la NWSA e l'AWSA. La questione su chi avrebbe guidato la nuova organizzazione era stata lasciata ai delegati della convenzione. La Stone, dell'AWSA, era troppo malata per partecipare a questa convention e non era candidata. Anthony e Stanton, entrambe della NWSA, avevano ciascuna dei sostenitori. I comitati esecutivi dell'AWSA e della NWSA si incontrarono separatamente in anticipo per discutere le loro scelte per la presidenza dell'organizzazione unita. All'incontro dell'AWSA, Henry Blackwell, il marito della Stone, disse che la NWSA aveva accettato di evitare di mescolare questioni collaterali, l'approccio associato alla Stanton e di concentrarsi esclusivamente sul suffragio, l'avvicinamento del AWSA e sempre più della Anthony. Il comitato esecutivo raccomandò ai delegati dell'AWSA di votare per la Anthony. Alla riunione della NWSA, la Anthony invitò vivamente i suoi membri a non votare per lei ma per la Stanton, dicendo che una sconfitta della Stanton sarebbe stata vista come un ripudio del suo ruolo nel movimento.
All'apertura della convenzione si svolsero le elezioni. La Stanton ricevette 131 voti per la presidenza, Anthony ne ha ricevuti 90 e 2 voti furono espressi per gli altri candidati. La Anthony fu eletta vicepresidente generale con 213 voti, con 9 voti per gli altri candidati. La Stone fu eletta all'unanimità presidente del comitato esecutivo.
In qualità di presidente, la Stanton pronunciò il discorso di apertura della convenzione. Esortò la nuova organizzazione a occuparsi di un'ampia gamma di riforme, dicendo: "Quando qualsiasi principio o questione è in discussione, cogliamola e mostriamo la sua connessione, quasi o a distanza, con la privazione del diritto di voto delle donne". Introdusse risoluzioni controverse, tra cui una che chiedeva l'inclusione delle donne a tutti i livelli di leadership all'interno delle organizzazioni religiose e una che descriveva le leggi liberali sul divorzio come la "porta di fuga dalla schiavitù" per una donna sposata. Il suo discorso, tuttavia, ebbe un impatto poco duraturo sull'organizzazione, perché la maggior parte delle suffragette più giovani non erano d'accordo con il suo approccio.

## Le presidenze di Stanton e Anthony

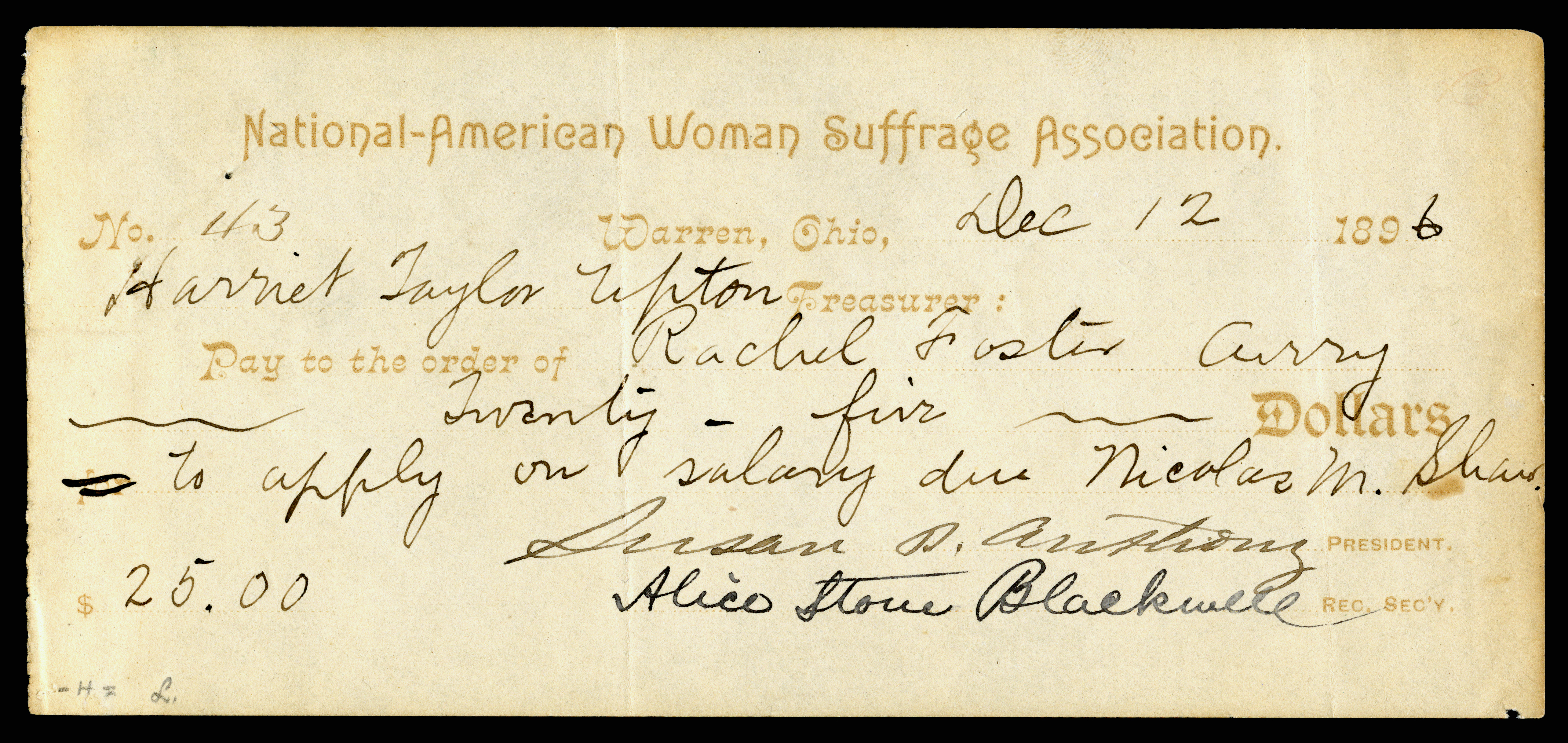
Susan B. Anthony e Alice Stone Blackwell firmano l'assegno del NAWSA, scritto dal gruppo della tesoriera Harriet Taylor Upton, intestato a Rachel Favorire Avery

L'elezione di Stanton come presidente fu in gran parte simbolica. Prima che la convenzione fosse finita, lasciö per un altro soggiorno prolungato con la figlia in Inghilterra, lasciando Anthony in carica. Stanton si ritirò dalla presidenza nel 1892, dopo di che Anthony fu eletto nella posizione che aveva in pratica occupato per tutto il tempo. Stone, che morì nel 1893, non giocò un ruolo importante nella NAWSA.
Il vigore del movimento diminuì negli anni immediatamente successivi alla fusione. La nuova organizzazione era piccola, avendo solo circa 7000 membri paganti nel 1893. Soffriva anche di problemi organizzativi, non avendo una chiara idea, per esempio, di quanti club di suffragio locale ci fossero o chi fossero i loro ufficiali.
Nel 1893, i membri della NAWSA May Wright Sewall, ex presidente del comitato esecutivo della NWSA, e Rachel Foster Avery, segretaria corrispondente della NAWSA, giocarono ruoli chiave nel Congresso mondiale delle donne rappresentative all'Esposizione Mondiale Colombiana, che era anche conosciuta come la Fiera Colombiana di Chicago. Sewall fu presidente e Avery segretario del comitato organizzatore del congresso delle donne.
Nel 1893, la NAWSA votò l'obiezione di Anthony di alternare il sito delle sue convenzioni annuali tra Washington e altre parti del paese. La NWSA aveva sempre tenuto le sue convenzioni a Washington per aiutare a mantenere l'attenzione su un emendamento del suffragio nazionale. Anthony ha detto che temeva, esattamente come si è scoperto, che la NAWSA si sarebbe impegnata nel lavoro di suffragio a livello statale a scapito del lavoro nazionale. La NAWSA normalmente non stanziava alcun finanziamento per il lavoro congressuale, che in questa fase consisteva solo in un giorno di testimonianza davanti al Congresso ogni anno.

### Bibbia della donna
Il radicalismo della Stanton non si adattava bene alla nuova organizzazione. Nel 1895 pubblicò La Bibbia della donna, un controverso best-seller che attaccava l'uso della Bibbia per relegare le donne a uno status inferiore. I suoi avversari all'interno della NAWSA reagirono con forza. Sentivano che il libro avrebbe danneggiato la spinta verso il suffragio femminile. Rachel Foster Avery, la segretaria corrispondente dell'organizzazione, denunciò aspramente il libro della Stanton nel suo rapporto annuale alla convention del 1896. La NAWSA votò per rinnegare qualsiasi collegamento con il libro, nonostante la forte obiezione della Anthony secondo cui una mossa del genere era inutile e dannosa.
La reazione negativa al libro contribuì a un forte calo dell'influenza della Stanton nel movimento per il suffragio e alla sua crescente alienazione da esso. Inviò tuttavia lettere a ciascuna convention della NAWSA e Anthony insistette affinché venissero lette anche quando i loro argomenti erano controversi. La Stanton morì nel 1902.

### La strategia meridionale
Il Sud aveva tradizionalmente mostrato scarso interesse per il suffragio femminile. Quando la proposta di modifica del suffragio alla costituzione fu respinta dal Senato nel 1887, non ricevette alcun voto dai senatori del sud. Ciò indicava un problema per il futuro perché era quasi impossibile che qualsiasi emendamento fosse ratificato dal numero richiesto di Stati senza almeno un sostegno da parte del Sud.
Nel 1867 Henry Blackwell propose una soluzione: convincere i leader politici del sud che avrebbero potuto assicurare il potere bianco nella loro regione affrancando le donne istruite, che sarebbero state prevalentemente bianche. Blackwell presentò il suo piano ai politici del Mississippi, che lo considerarono seriamente, uno sviluppo che attirò l'interesse di molti suffragisti. L'alleata di Blackwell in questo sforzo fu Laura Clay, che convinse la NAWSA a lanciare una campagna nel Sud basata sulla strategia di Blackwell. La Clay fu uno dei membri della NAWSA meridionale che si oppose alla proposta di modifica del suffragio femminile nazionale sulla base del fatto che avrebbe interferito con i diritti degli stati.
Susan B. Anthony e Carrie Chapman Catt attraversarono il sud in rotta verso la convenzione NAWSA ad Atlanta. La Anthony chiese al suo vecchio amico Frederick Douglass, un ex schiavo, di non partecipare alla convention NAWSA ad Atlanta nel 1895, il primo ad essere tenuto in una città del sud. I membri neri della NAWSA furono esclusi dalla convenzione del 1903 nella città meridionale di New Orleans. Il comitato esecutivo della NAWSA rilasciò una dichiarazione durante la convenzione che diceva: "La dottrina dei diritti dello Stato è riconosciuta nel corpo nazionale, e ciascuna associazione statale ausiliaria organizza i propri affari in base alle proprie idee e in armonia con i costumi della propria sezione." Mentre la NAWSA rivolgeva la sua attenzione a un emendamento costituzionale, molti suffragisti del Sud rimasero contrari perché un emendamento federale avrebbe affrancato le donne nere. In risposta, nel 1914, Kate Gordon fondò la Southern States Woman Suffrage Conference, che si oppose al diciannovesimo emendamento.

### Prima presidenza di Carrie Chapman Catt

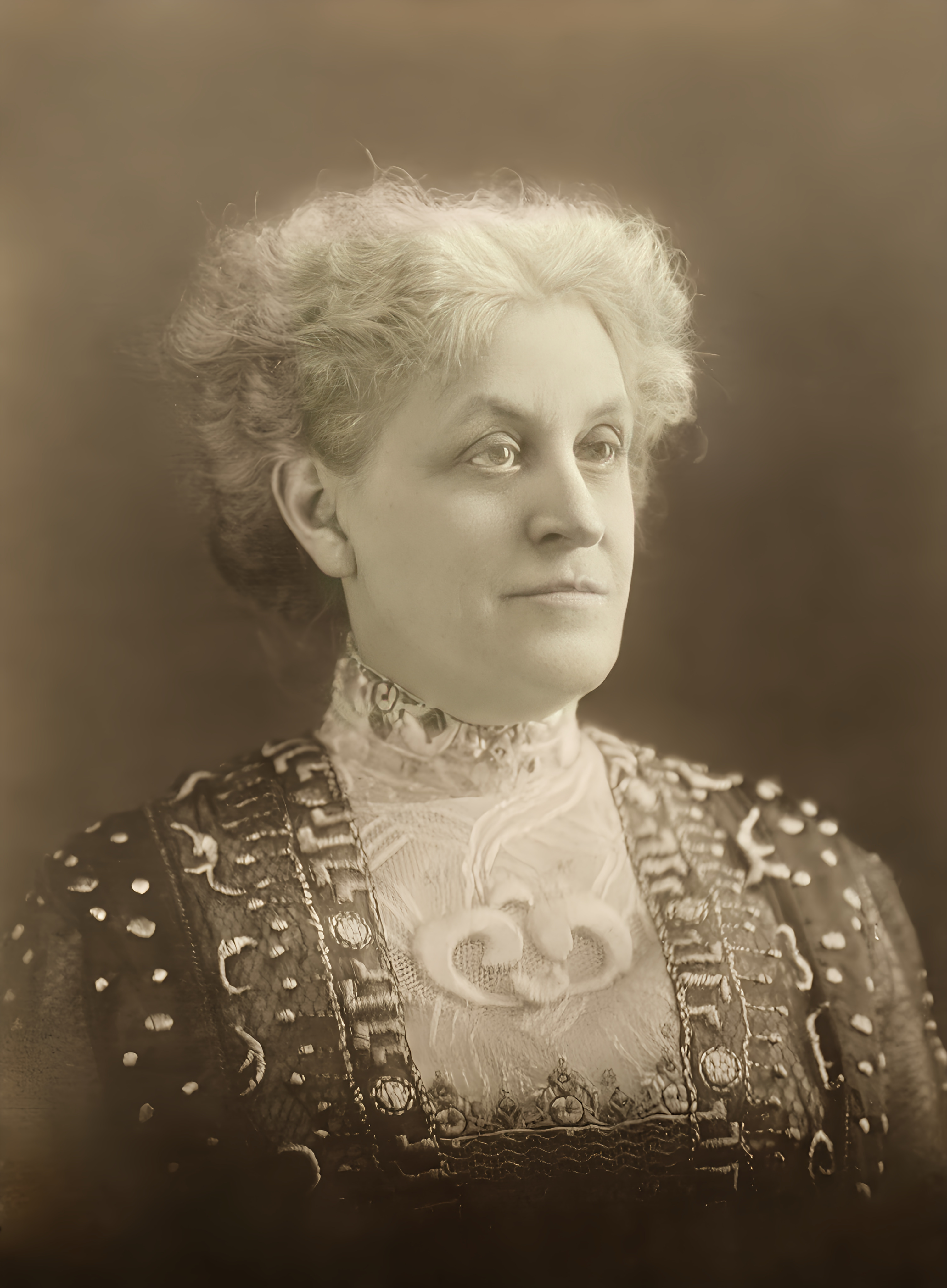
Carrie Chapman Catt

Carrie Chapman Catt si unì al movimento di suffragio in Iowa a metà degli anni 1880 e presto si unì alla direzione dell'associazione per il suffragio di stato. Sposata con un ricco ingegnere che incoraggiava il suo lavoro per il suffragio, poteva dedicare gran parte delle sue energie al movimento. Guidò alcuni comitati più piccoli della NAWSA, per esempio servendo come presidente del comitato per la letteratura nel 1893 con l'aiuto di Mary Hutcheson Page, un altro membro attivo della NAWSA. Nel 1895 fu posta al comando del comitato organizzatore della NAWSA, dove raccolse fondi per mettere in campo una squadra di quattordici organizzatori. Nel 1899, le organizzazioni di suffragio furono istituite in ogni stato. Quando la Anthony si ritirò come presidente della NAWSA nel 1900, scelse la Catt per succederle. La Anthony rimase una figura importante nell'organizzazione fino alla sua morte nel 1906.

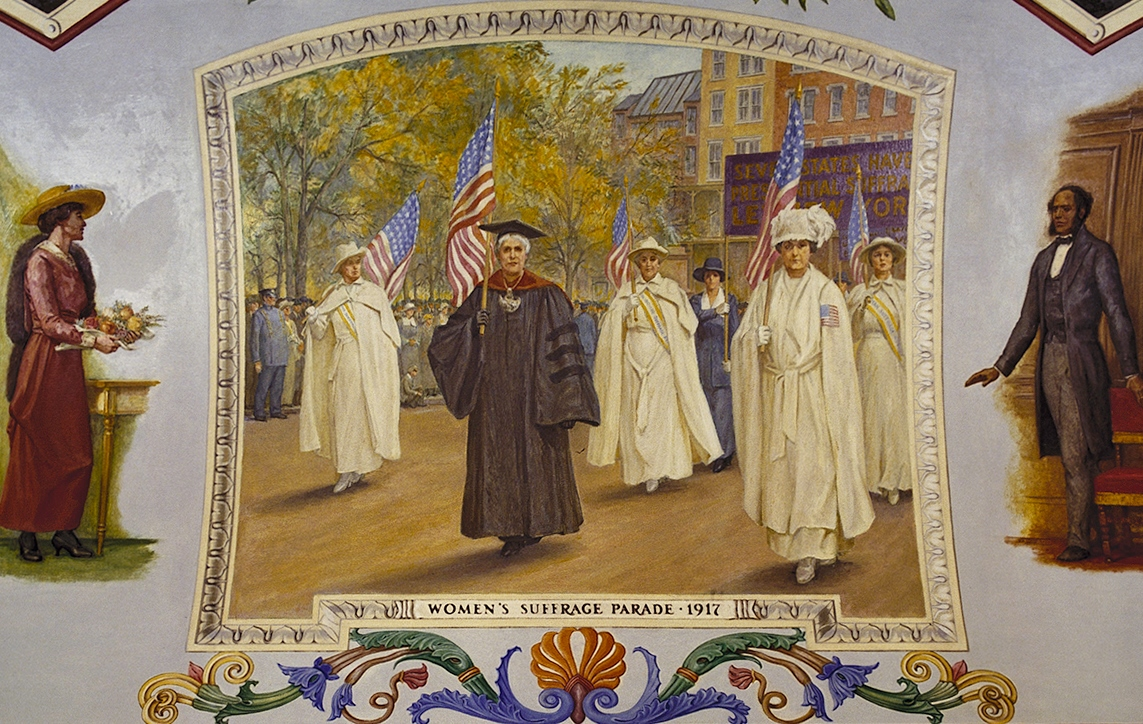
Murale nel Campidoglio con le leader del NAWSA Anna Howard Shaw e Carrie Chapman Catt alla parata per il suffragio del 1917. Dipinto di Allyn Cox

Una delle prime azioni della Catt come presidente fu quella di implementare il "progetto della società", una campagna per reclutare membri facoltosi del movimento dei club femminili in rapida crescita, il cui tempo, denaro ed esperienza avrebbero potuto aiutare a costruire il movimento per il suffragio. Composti principalmente da donne della classe media, i club designati spesso si impegnavano in progetti di miglioramento civico. In genere evitavano questioni controverse, ma il suffragio femminile trovava sempre più accettazione tra i loro membri. Nel 1914 il suffragio fu approvato dalla Federazione Generale dei Club Femminili, l'organismo nazionale del movimento dei club.
Per rendere il movimento per il suffragio più attraente per le donne delle classi medie e alte, la NAWSA iniziò a rendere popolare una versione della storia del movimento che minimizzava il precedente coinvolgimento di molti dei suoi membri in questioni controverse come l’uguaglianza razziale, la riforma del divorzio, i diritti delle donne lavoratrici e le critiche alla religione organizzata. Il ruolo della Stanton nel movimento fu oscurato da questo processo, così come lo furono i ruoli delle donne nere e lavoratrici. Alla Anthony, che in gioventù veniva spesso trattata come una pericolosa fanatica, venne data un'immagine di nonna e onorata come una "santa del suffragio".
L'energia riformista dell'era progressista rafforzò il movimento del suffragio durante questo periodo. A partire dal 1900, questo ampio movimento iniziò a livello di base con obiettivi quali la lotta alla corruzione nel governo, l'eliminazione del lavoro minorile e la protezione dei lavoratori e dei consumatori. Molti dei suoi partecipanti videro il suffragio femminile come un altro obiettivo progressista e credevano che l'aggiunta di donne all'elettorato avrebbe aiutato il movimento a raggiungere i suoi altri obiettivi.
La Catt si dimise dalla sua posizione dopo quattro anni, in parte a causa del declino della salute del marito e in parte per aiutare a organizzare l'International Woman Suffrage Alliance, che era stata creata a Berlino nel 1904 in coordinamento con la NAWSA e con la Catt come presidente.

## Presidenza di Anna Howard Shaw

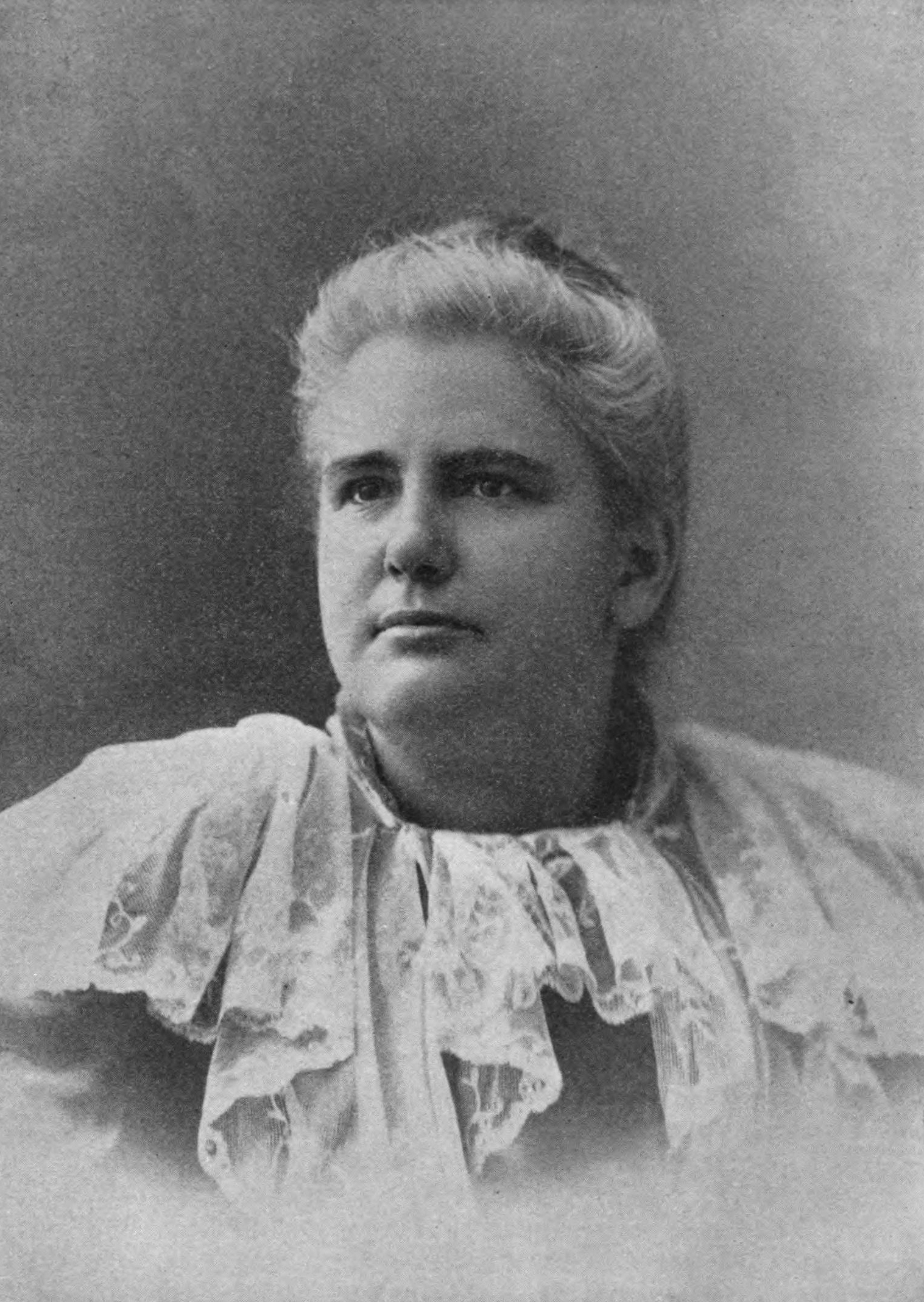
Anna Howard Shaw

Nel 1904 Anna Howard Shaw, un'altra protetta della Anthony, fu eletta presidente della NAWSA, servendo più anni in quell'ufficio di qualsiasi altra persona. La Shaw era una lavoratrice energica e un'oratrice di talento. Le sue abilità amministrative e interpersonali non corrisposero a quelle che la Catt avrebbe mostrato durante il suo secondo mandato, ma l'organizzazione ottenne risultati sorprendenti sotto la guida della Shaw. Franzen sfida la visione tradizionale secondo cui la Shaw sia stata una leader inefficace.
Nel 1906 i membri della NAWSA meridionale formarono la Southern Woman Suffrage Conference con l'incoraggiamento di Blackwell. Sebbene avesse un programma francamente razzista, chiese l'approvazione della NAWSA. La Shaw rifiutò, stabilendo un limite a quanto lontano l'organizzazione fosse disposta ad andare per accogliere i meridionali con opinioni apertamente razziste. Disse che l'organizzazione non avrebbe adottato politiche che "sostenevano l'esclusione di qualsiasi razza o classe dal diritto al suffragio."
Nel 1907, in parte in reazione al "piano della società" della NAWSA, che era stato progettato per fare appello alle donne della classe superiore, Harriet Stanton Blatch, figlia di Elizabeth Cady Stanton, formò un'organizzazione concorrente chiamata Equality League of self-supporting Women (Lega per l'uguaglianza delle donne autosufficienti). Più tardi conosciuta come Women's Political Union, la sua appartenenza era basata su donne lavoratrici, sia professioniste che industriali. La Blatch era recentemente tornata negli Stati Uniti dopo diversi anni in Inghilterra, dove aveva lavorato con gruppi per il suffragio nelle prime fasi di impiego di tattiche militanti come parte della loro campagna. La Lega dell'Uguaglianza ottenne un seguito impegnandosi in attività che molti membri della NAWSA inizialmente consideravano troppo audaci, come parate di suffragio e radunarsi all'aperto. La Blatch disse che quando si era unita al movimento di suffragio negli Stati Uniti, "L'unico metodo suggerito per promuovere la causa era il lento processo di istruzione. Ci è stato detto di organizzare, organizzare, organizzare, fino alla fine di educare, educare, educare l'opinione pubblica."
Nel 1908 la National College Equal Suffrage League fu costituita come affiliata della NAWSA. Ebbe le sue origini nella College Equal Suffrage League, che si era formata a Boston nel 1900 in un momento in cui c'erano relativamente pochi studenti universitari nella NAWSA. Fu fondata da Maud Wood Park, che in seguito contribuì a creare gruppi simili in 30 stati. In seguito diventò una leader di primo piano della NAWSA.
Entro 1908 la Catt era ancora una volta in prima linea nell'attività. Lei e i suoi collaboratori svilupparono un piano dettagliato per unire le varie associazioni di suffragio a New York (e più tardi in tutto lo stato) in un'organizzazione modellata su macchine politiche come Tammany Hall. Nel 1909 fondarono il Woman Suffrage Party (WSP) in un convegno a cui parteciparono più di mille delegati e supplenti. Nel 1910 il WSP aveva 20.000 membri e un quartier generale di quattro stanze. La Shaw non era del tutto a suo agio con le iniziative indipendenti del WSP, ma la Catt e altri dei suoi leader rimasero fedeli alla NAWSA, la sua organizzazione madre.
Nel 1909 Frances Squires Potter, un membro della NAWSA di Chicago, propose la creazione di centri di suffragio chiamati "insediamenti politici." Ricordando le case di insediamento sociale, come Hull House a Chicago, il loro scopo era quello di educare il pubblico sul suffragio e sui dettagli pratici dell'attività politica a livello locale. Gli insediamenti politici stabiliti dal WSP includevano scuole di suffragio che fornivano formazione nel parlare in pubblico agli organizzatori del suffragio.
Il sentimento pubblico verso il movimento per il suffragio è migliorato notevolmente durante questo periodo. Lavorare per il suffragio finì per essere visto come un'attività rispettabile per le donne della classe media. Nel 1910, l'appartenenza alla NAWSA era balzata a 117.000. Nel 1910, i membri della NAWSA erano saliti a 117.000. Quell'anno la NAWSA stabilì la sua prima sede permanente a New York City, dopo aver operato principalmente fuori dalle case dei suoi ufficiali. Maud Wood Park, che era stata in Europa per due anni, quell'anno ricevette una lettera da uno dei suoi colleghi della College Equal Suffrage League che descriveva la nuova atmosfera dicendo: 'il movimento che quando ci entrammo aveva circa l'energia di un gattino morente, ora è una cosa grande, virile e minacciosa" ed è "davvero di moda adesso."

Il cambiamento nel sentimento pubblico si rifletté negli sforzi per ottenere il suffragio a livello statale. Nel 1896, solo quattro stati, tutti occidentali, permettevano il voto alle donne. Dal 1896 al 1910 ci furono sei campagne statali per il suffragio e tutte fallirono. La situazione iniziò a cambiare nel 1910 quando il suffragio fu vinto nello stato di Washington, seguito dalla California nel 1911, Oregon, Kansas e Arizona nel 1912 e altri successivamente.

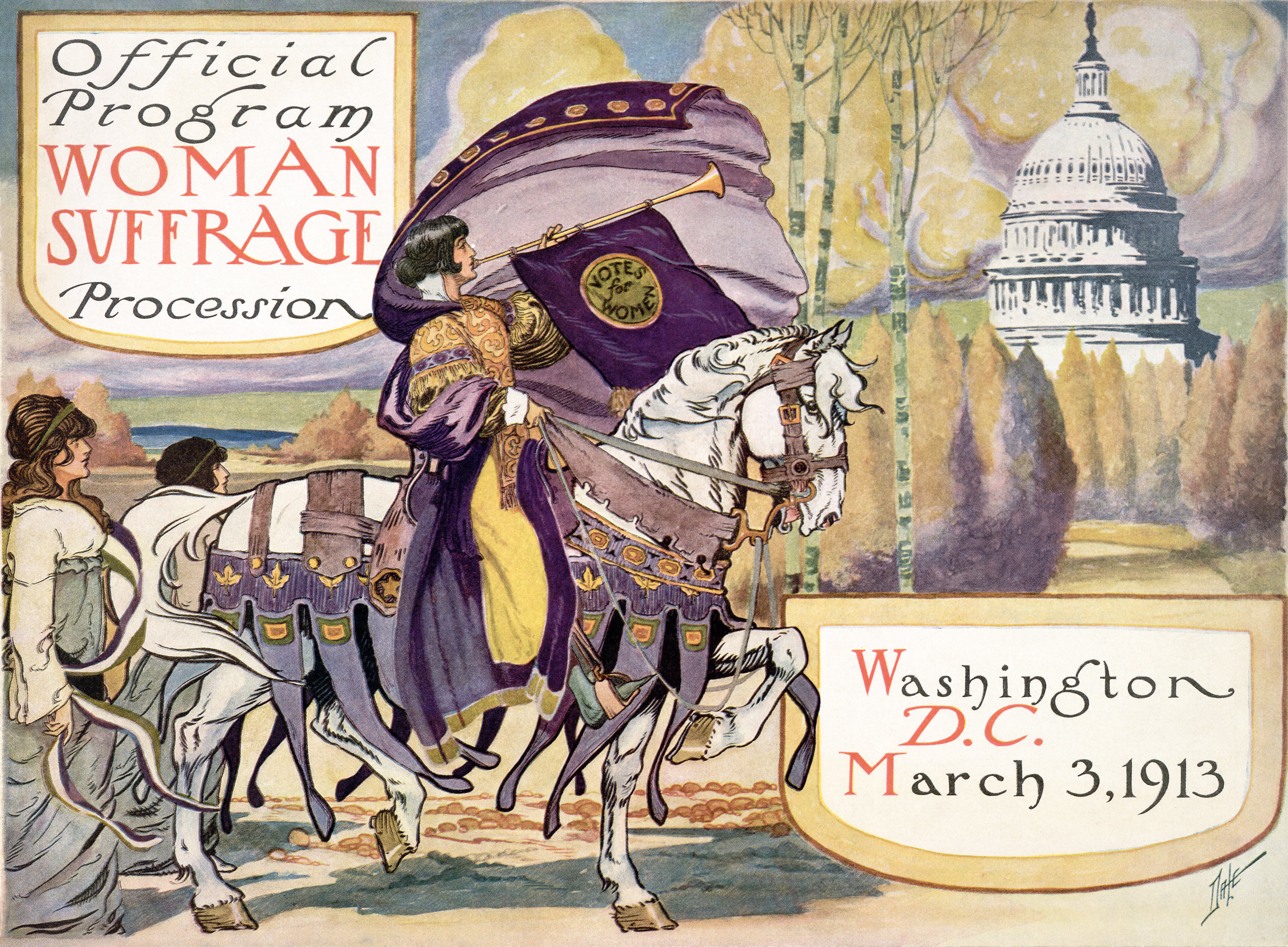
Programma per la Processione del Suffragio Femminile del NAWSA del 1913 a Washington

Nel 1912, W. E. B. Du Bois, presidente della National Association for the Advancement of Colored People (NAACP), sfidò pubblicamente la riluttanza della NAWSA ad accettare le donne nere. La NAWSA rispose in modo cordiale, invitandolo a parlare alla prossima convention e pubblicando il suo discorso sotto forma di opuscolo. Tuttavia la NAWSA continuava a minimizzare il ruolo delle suffragette nere. Accettava alcune donne nere come membri e alcune società nere come ausiliarie, ma la sua pratica generale era quella di respingere educatamente tali richieste. Ciò era in parte dovuto al fatto che atteggiamenti di superiorità razziale erano la norma tra i bianchi americani di quell’epoca, e in parte perché la NAWSA credeva di avere poche speranze di ottenere un emendamento nazionale senza almeno un certo sostegno da parte degli stati del sud che praticavano la segregazione razziale.
La strategia della NAWSA a quel punto era quella di ottenere il suffragio per le donne su base statale fino a raggiungere una massa critica di elettori in grado di far approvare un emendamento sul suffragio a livello nazionale. Nel 1913, fu formato il Comitato per il suffragio femminile degli Stati meridionali nel tentativo di impedire che quel processo andasse oltre il livello statale. Era guidato da Kate Gordon, che era stata la corrispondente segretaria della NAWSA dal 1901 al 1909. La Gordon, che proveniva dallo stato meridionale della Louisiana, sosteneva il suffragio femminile, ma si opponeva all'idea di un emendamento sul suffragio federale, accusando che avrebbe violato i diritti degli Stati. Diceva che conferire alle autorità federali il potere di far rispettare il diritto costituzionale di voto delle donne nel Sud potrebbe portare a un’applicazione simile del diritto costituzionale di voto degli afroamericani lì, un diritto che veniva eluso, e, a suo parere, giustamente. Il suo comitato era troppo piccolo per influenzare seriamente la direzione del NAWSA, ma la sua condanna pubblica dell'emendamento proposto, espressa in termini di razzismo veemente, approfondì le spaccature all'interno dell'organizzazione.
Nonostante la rapida crescita dei membri della NAWSA, il malcontento nei confronti della Shaw cresceva. La sua tendenza a reagire in modo eccessivo nei confronti di coloro che differivano da lei ebbe l'effetto di aumentare gli attriti organizzativi. Diversi membri si dimisero dal consiglio esecutivo nel 1910 e il consiglio vide cambiamenti significativi nella sua composizione ogni anno successivo fino al 1915.
Nel 1914 il senatore John Shafroth introdusse un emendamento federale che richiedeva alle legislature statali di inserire il suffragio femminile nelle liste elettorali statali se l'8% degli elettori avesse firmato una petizione in tal senso. La NAWSA approvò l'emendamento proposto, dopodiché la CU la accusò di aver abbandonato la richiesta di un emendamento per il suffragio nazionale. In mezzo alla confusione tra i membri, i delegati alla convenzione del 1914 indirizzarono la loro insoddisfazione alla Shaw. Lei aveva pensato di declinare la presidenza nel 1914, ma decise di candidarsi di nuovo. Nel 1915 annunciò che non si sarebbe candidata alla rielezione.

## Trasferimento a Warren, Ohio
Per diversi anni, Harriet Taylor Upton guidò il movimento suffragista femminile nella Contea di Trumbull, Ohio. Nel 1880 il padre della Upton fu eletto membro del Congresso degli Stati Uniti come repubblicano dell'Ohio. Questa connessione fornì alla Upton l'opportunità di incontrare Susan B. Anthony, che portò la Upton nel movimento suffragista.
Nel 1894 la Upton fu eletta tesoriere della NAWSA. Inoltre fu presidente dell'Associazione Nazionale dell'Ohio, dal 1899 al 1908 e dal 1911 al 1920. Aiutò a trasferire il quartier generale nazionale della NAWSA nella sua casa a Warren, Ohio, nel 1903. Secondo il Tribune Chronicle, "doveva essere solo una mossa temporanea, ma durò sei anni. Susan B. Anthony, nota leader del movimento delle donne, visitò Warren molte volte, incluso un viaggio del 1904 per partecipare a una riunione nazionale dei diritti delle donne qui."
Durante questo periodo l'attenzione della nazione per quanto riguardava i diritti delle donne si concentrò su Warren. Gli uffici dell'associazione erano situati al piano terra della Trumbull Court House, un edificio attualmente occupato dalla Probate Court. Mentre il quartier generale lasciò la Upton House intorno al 1910, Warren rimase attivo nel movimento di suffragio. La gente di Warren fu attiva per anni in vari programmi del movimento nazionale, finché il 19° emendamento fu ratificato da un numero sufficiente di stati e autorizzato dal Presidente Wilson nel 1920.
Nel 1993, la Upton House si unì alla lista dei monumenti storici.

## Scissione nel movimento

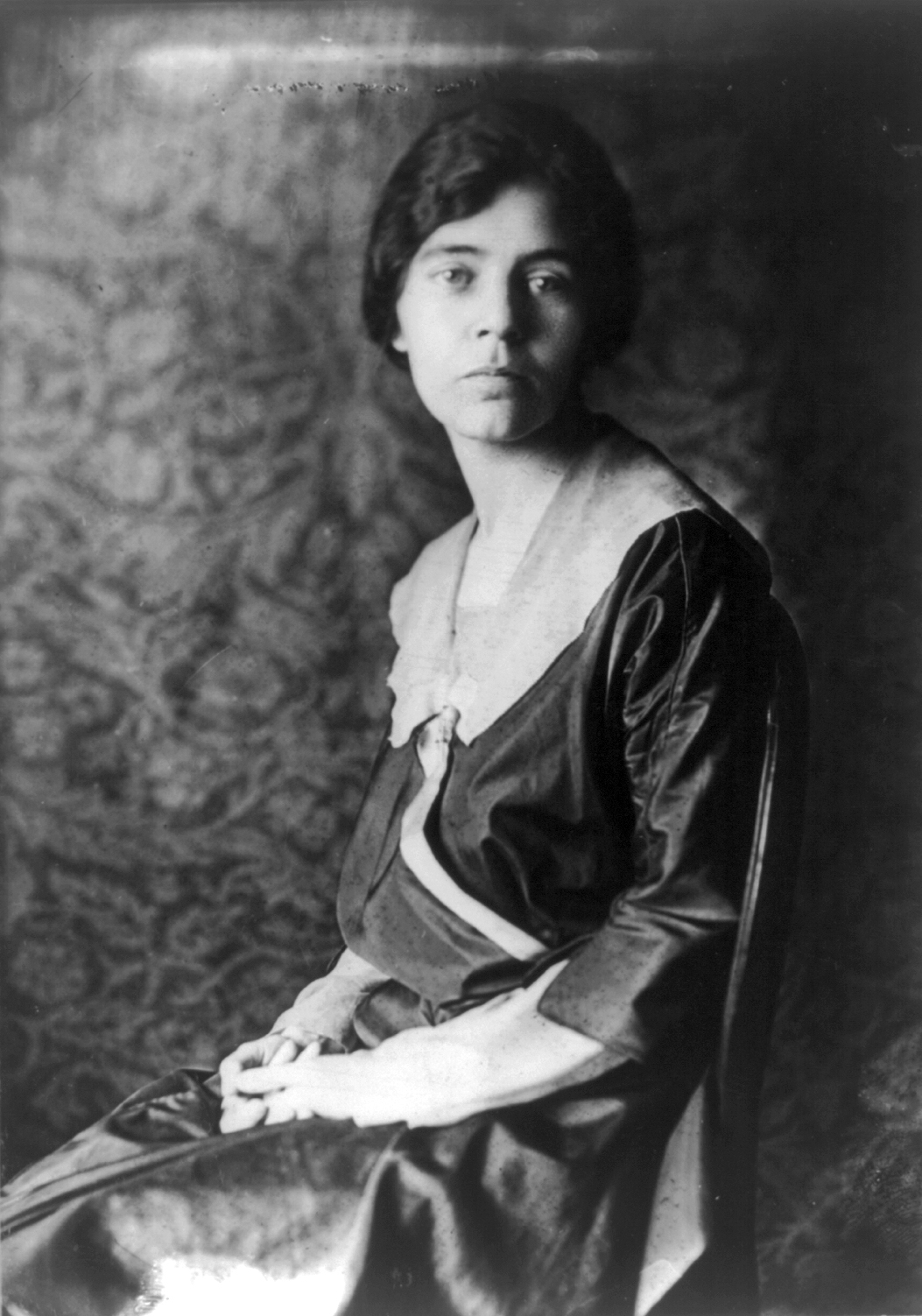
Alice Paul

Una seria sfida alla leadership della NAWSA iniziò a svilupparsi dopo che una giovane attivista di nome Alice Paul tornò negli Stati Uniti dall'Inghilterra nel 1910, dove aveva fatto parte dell'ala militante del movimento per il suffragio. Era stata incarcerata lì e aveva subito alimentazioni forzate dopo aver fatto uno sciopero della fame. Unendosi al NAWSA, divenne la persona maggiormente responsabile del rilancio dell'interesse all'interno del movimento per il suffragio per un emendamento nazionale, che per anni era stato oscurato dalle campagne per il suffragio a livello statale.
Dal punto di vista della Shaw, era il momento giusto per rinnovare l'enfasi su un emendamento sul suffragio. Gordon e Clay, le avversarie più persistenti di un emendamento al suffragio federale all'interno del NAWSA, erano state sconfitte dai loro oppositori e non ricoprivano più incarichi nazionali. Nel 1912 Alice Paul fu nominata presidente del Comitato del Congresso della NAWSA e incaricata di rilanciare la richiesta di un emendamento per il suffragio femminile. Nel 1913, lei e la sua collega Lucy Burns organizzarono la Woman Suffrage Procession, una parata per il suffragio a Washington il giorno prima dell'insediamento di Woodrow Wilson come presidente. Gli spettatori che si opposero alla marcia trasformarono l'evento in una rivolta, che si concluse solo quando un'unità di cavalleria dell'esercito fu portata a ristabilire l'ordine. L'indignazione pubblica per l'incidente, che costò al capo della polizia il suo lavoro, portò pubblicità al movimento e gli diede nuovo slancio.
La Paul inquietò i leader della NAWSA sostenendo che, poiché i Democratici non avrebbero agito per concedere il diritto di voto alle donne anche se controllavano la presidenza ed entrambe le camere del Congresso, il movimento di suffragio avrebbe dovuto lavorare per la sconfitta di tutti i democratici indipendentemente dalla posizione di un singolo candidato sul suffragio. La politica della NAWSA era di seguire l'approccio opposto, sostenendo qualsiasi candidato che approvasse il suffragio, indipendentemente dal partito politico. Nel 1913 Paul e Burns formarono la Congressional Union (CU) per lavorare esclusivamente per un emendamento nazionale e inviarono organizzatori negli stati che avevano già organizzazioni NAWSA. La relazione tra la CU e la NAWSA divenne poco chiara e travagliata nel tempo.
Alla convenzione NAWSA del 1913, la Paul e i suoi alleati chiesero che l'organizzazione concentrasse i suoi sforzi su un emendamento per il suffragio federale. La convenzione invece conferì al comitato esecutivo il potere di limitare la capacità della CU di contravvenire alle politiche NAWSA. Dopo che i negoziati non riuscirono a risolvere le loro divergenze, la NAWSA rimosse la Paul dalla carica di capo del suo comitato congressuale. Nel febbraio 1914, la NAWSA e la CU si erano effettivamente separate in due organizzazioni indipendenti.
La Blatch fuse la sua Women’s Political Union nella CU. Questa organizzazione a sua volta divenne la base per il National Woman's Party (NWP), che la Paul formò nel 1916. Ancora una volta c'erano due organizzazioni nazionali di suffragio femminile in competizione, ma il risultato questa volta fu qualcosa di simile a una divisione del lavoro. La NAWSA brunì la sua immagine di rispettabilità e si impegnò in attività di lobbying altamente organizzate sia a livello nazionale che statale. Anche il più piccolo NWP si impegnò in attività di lobbying, ma divenne sempre più noto per attività drammatiche e conflittuali, il più delle volte nella capitale nazionale.

## Seconda presidenza Catt, 1915-1920

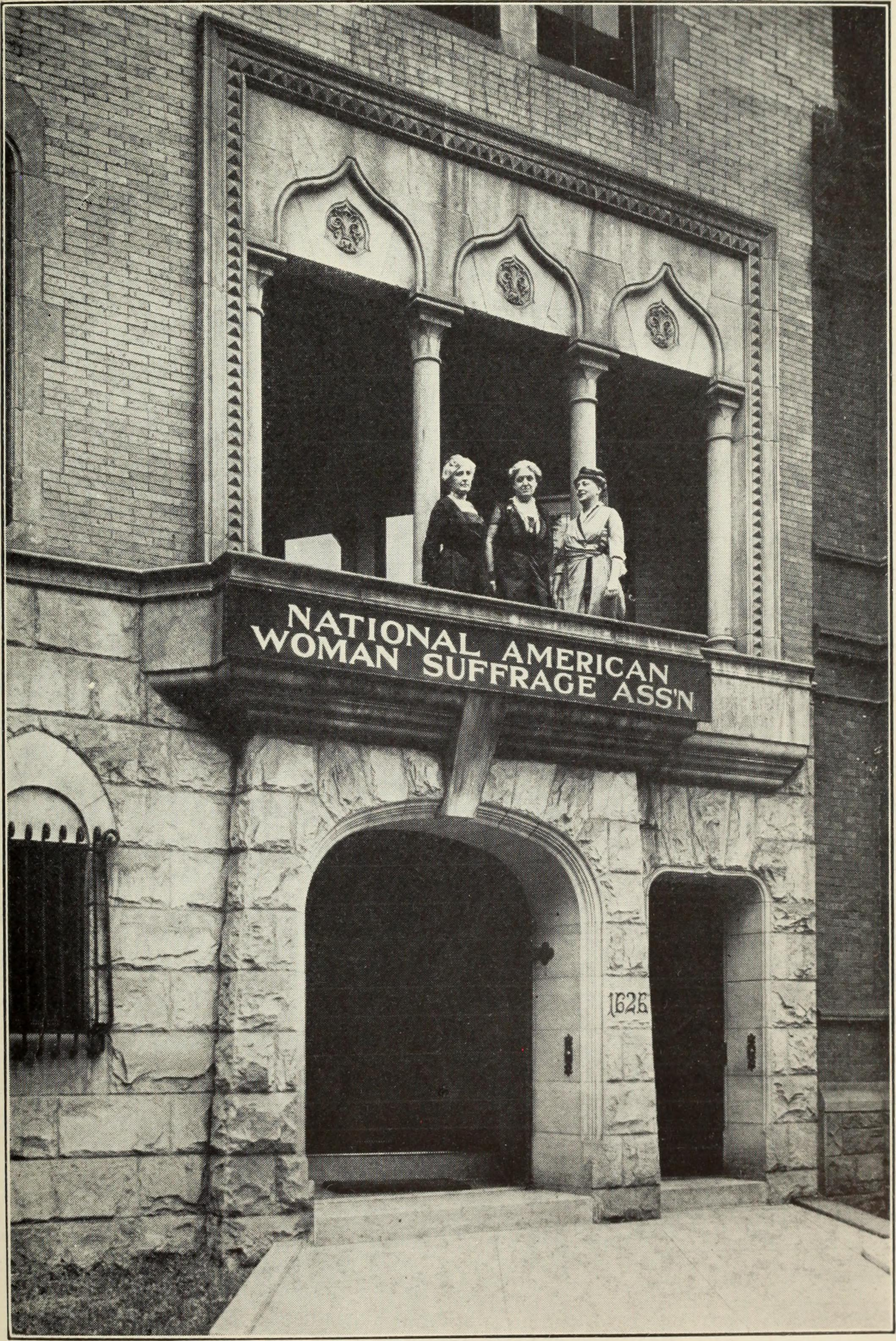
Helen Hamilton Gardener, Carrie Chapman Catt e Maud Wood Park (da sinistra a destra) sul balcone di Suffrage House, il quartier generale di Washington della National American Woman Suffrage Association

Carrie Chapman Catt, precedente presidente della NAWSA, era la scelta più ovvia per sostituire Anna Howard Shaw, ma Catt era a capo del Woman Suffrage Party dello Stato di New York, che era nelle prime fasi di una campagna di suffragio cruciale in quello stato. La convinzione prevalente nella NAWSA era che il successo in un grande stato orientale sarebbe stato il punto di svolta per la campagna nazionale. New York era lo stato più grande dell'Unione e la vittoria lì era una possibilità reale. Catt accettò di affidare ad altri il lavoro di New York e di accettare la presidenza della NAWSA nel dicembre 1915 a condizione che potesse nominare il proprio consiglio esecutivo, che in precedenza era sempre stato eletto dalla convenzione annuale. Nominò nel consiglio donne con mezzi indipendenti che potevano lavorare per il movimento a tempo pieno.
Sostenuta da un maggiore livello di impegno e unità nell'ufficio nazionale, la Catt inviò i suoi funzionari sul campo per valutare lo stato dell'organizzazione e avviare il processo di riorganizzazione in un'operazione più centralizzata ed efficiente. La Catt descrisse la NAWSA come un cammello con un centinaio di gobbe, ciascuna con un guidatore cieco che cerca di aprire la strada. Fornì un nuovo senso di direzione inviando un flusso di comunicazioni agli affiliati statali e locali con direttive politiche, iniziative organizzative e piani di lavoro dettagliati.
La NAWSA in precedenza aveva dedicato gran parte dei suoi sforzi all'educazione del pubblico sul suffragio e aveva avuto un impatto significativo. Il suffragio femminile era diventato una questione nazionale importante, e la NAWSA era in procinto di diventare la più grande organizzazione volontaria della nazione, con due milioni di membri. La Catt sviluppò quella fondazione per convertire la NAWSA in un'organizzazione che operava principalmente come gruppo di pressione politica.

### 1916
In una riunione del comitato esecutivo nel marzo 1916, la Catt descrisse il dilemma dell'organizzazione dicendo: "L'Unione del Congresso sta allontanando dall'Associazione Nazionale quelle donne che ritengono possibile lavorare per il suffragio solo per via federale. Alcuni lavoratori del sud sono stati resi ostili perché il National continua a lavorare per l'Emendamento Federale. L'accostamento ha prodotto una grande confusione". La Catt credeva che la politica della NAWSA di lavorare principalmente su campagne stato per stato si stesse avvicinando ai suoi limiti. Alcuni Stati sembravano poco propensi ad approvare il suffragio femminile, in alcuni casi perché le leggi statali rendevano estremamente difficile la revisione costituzionale, e in altri, specialmente nel profondo Sud, perché l'opposizione era semplicemente troppo forte. La Catt riorientò l'organizzazione su un emendamento al suffragio nazionale, pur continuando a condurre campagne statali in cui il successo era una possibilità realistica.
Quando le convenzioni dei partiti democratici e repubblicani si incontrarono nel giugno 1916, le suffragette esercitarono pressioni su entrambi. La Catt fu invitata ad esprimere i suoi punti di vista in un discorso alla convention repubblicana di Chicago. Un'anti-suffragista ha parlato dopo Catt, e mentre stava dicendo alla convention che le donne non volevano votare, una folla di suffragette fece irruzione nella sala e riempì i corridoi. Erano bagnate fradicie, dopo aver marciato sotto la pioggia per diversi isolati in una parata guidata da due elefanti. Quando l'agitata anti-suffragista concluse le sue osservazioni, le suffragette applaudirono per la loro causa. le suffragette riempirono le tribune e fecero conoscere le loro opinioni durante il dibattito sul suffragio.
Entrambe le convenzioni del partito approvarono il suffragio femminile, ma solo a livello statale, il che significava che diversi stati potevano implementarlo in modi diversi e in alcuni casi non implementarlo affatto. Avendo previsto di più, Catt convocò una convenzione di emergenza, spostando la data della convenzione del 1916 da dicembre a settembre per iniziare a organizzare una rinnovata spinta per l'emendamento federale. La convenzione avviò un cambiamento strategico adottando "il piano vincente" della Catt. Questo piano imponeva il lavoro verso l’emendamento sul suffragio nazionale come priorità per l’intera organizzazione e autorizzava la creazione di un gruppo di lobbying professionale per sostenere questo obiettivo a Washington. Autorizzò il comitato esecutivo a specificare un piano di lavoro verso questo obiettivo per ogni stato e ad assumere il controllo di tale lavoro si fosse rifiutata di conformarsi. Accettò di finanziare le campagne di suffragio statale solo se soddisfacevano requisiti rigorosi progettati per eliminare gli sforzi con poche possibilità di successo. Il piano della Catt prevedeva tappe fondamentali per ottenere un emendamento sul suffragio femminile entro il 1922. Gordon, il cui approccio ai diritti degli stati era stato decisamente sconfitto, esclamò ad un amico: "Un rullo a vapore ben oliato ha stirato questa convenzione!"

Il presidente Wilson, il cui atteggiamento verso il suffragio femminile stava evolvendo, parlò alla convenzione NAWSA del 1916. Era stato considerato un avversario del suffragio quando era governatore del New Jersey, ma nel 1915 annunciò che stava viaggiando dalla Casa Bianca al suo stato natale per votare a favore nel referendum statale del New Jersey. Parlò favorevolmente del suffragio alla convenzione della NAWSA ma si fermò prima di sostenere l'emendamento sul suffragio. Charles Evans Hughes, il suo avversario nelle elezioni presidenziali di quell'anno, rifiutò di parlare alla convenzione, ma andò più lontano di Wilson approvando l'emendamento sul suffragio.

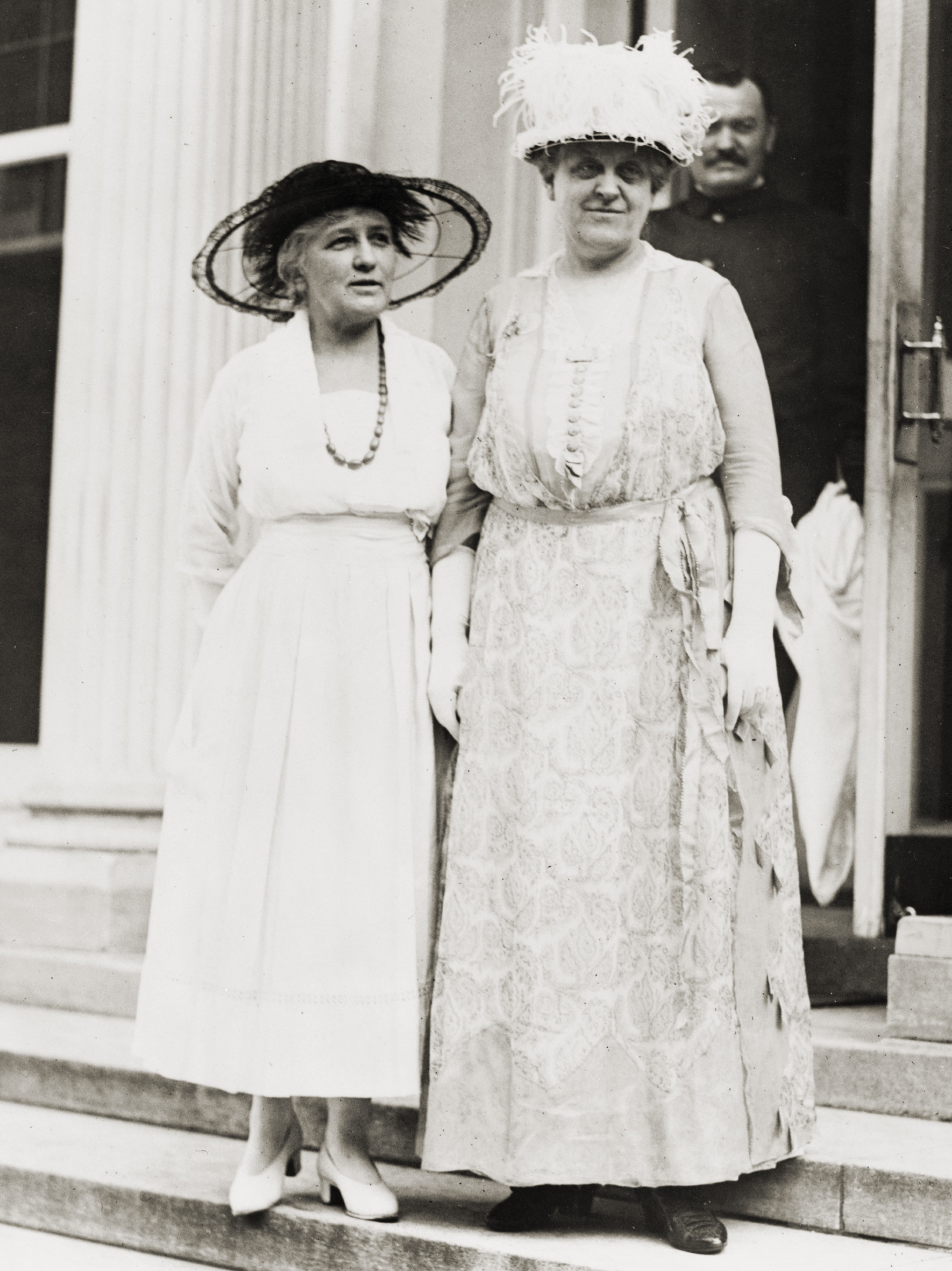
Carrie Chapman Catt (a destra) mentre esce dalla Casa Bianca con Helen Hamilton Gardener

Il Comitato Congressuale della NAWSA era allo sbando da quando Alice Paul ne era stata rimossa nel 1913. La Catt riorganizzò il comitato e nominò Maud Wood Park a capo nel dicembre 1916. La Park e il suo luogotenente Helen Hamilton Gardener crearono quello che divenne noto come "Front Door Lobby", così chiamato da un giornalista perché operava apertamente, evitando i tradizionali metodi di lobbying delle transazioni "dietro le quinte". Un quartier generale per lo sforzo di lobbying fu stabilito in un palazzo fatiscente conosciuto come Suffrage House. I lobbisti della NAWSA alloggiavano lì e coordinavano le loro attività con conferenze quotidiane nelle sue sale riunioni.
Nel 1916 la NAWSA acquistò il Woman’s Journal da Alice Stone Blackwell. Il giornale era stato fondato nel 1870 dalla madre della Blackwell, Lucy Stone e da allora era stato la voce principale del movimento per il suffragio per la maggior parte del tempo. Tuttavia presentava limitazioni significative. Si trattava di una piccola operazione, con la stessa Blackwell che svolgeva la maggior parte del lavoro, e con gran parte dei suoi reportage incentrati sulla parte orientale del paese in un momento in cui era necessario un giornale nazionale. Dopo il trasferimento fu rinominato Woman Citizen e si fuse con The Woman Voter, il giornale del Woman Suffrage Party di New York e con il National Suffrage News, l'ex giornale della NAWSA. La testata del giornale si dichiarò organo ufficiale della NAWSA.

### 1917
Nel 1917 Catt ricevette un lascito di 900.000 dollari dalla signora Frank (Miriam) Leslie da utilizzare come riteneva meglio per il movimento per il suffragio femminile. La Catt ha assegnò la maggior parte dei fondi alla NAWSA, con 400.000 dollari spesi per l'aggiornamento del Woman Citizen.
Nel gennaio 1917 il NWP di Alice Paul iniziò a picchettare la Casa Bianca con striscioni che chiedevano il suffragio femminile. Alla fine la polizia arrestò oltre 200 Silent Sentinels, molte delle quali iniziarono uno sciopero della fame dopo essere state imprigionate. Le autorità carcerarie le alimentarono forzatamente, creando un tumulto che alimentò il dibattito pubblico sul suffragio femminile.
Quando gli Stati Uniti entrarono nella prima guerra mondiale nell'aprile 1917, la NAWSA collaborò con lo sforzo bellico. La Shaw fu nominata capo del Comitato delle donne per il Council of National Defense, istituito dal governo federale per coordinare le risorse per la guerra e promuovere il morale pubblico. La Catt e altri due membri della NAWSA furono nominati nel suo comitato esecutivo. Il NWP, al contrario, non prese parte allo sforzo bellico e accusò la NAWSA di farlo a scapito del lavoro per il suffragio.
Nell'aprile 1917 Jeannette Rankin del Montana prese il suo posto come prima donna al Congresso, dopo aver precedentemente servito come lobbista e segretaria sul campo per la NAWSA. La Rankin ha votato contro la dichiarazione di guerra.
Nel novembre 1917 il movimento di suffragio ottenne una grande vittoria quando un referendum concedere il diritto di voto alle donne passò con un ampio margine a New York, lo stato più popoloso del paese. La potente macchina politica di Tammany Hall, che in precedenza si era opposta al suffragio, prese una posizione neutrale su questo referendum, in parte perché le mogli di diversi leader di Tammany Hall giocarono ruoli di primo piano nella campagna per il suffragio.

### 1918–1919

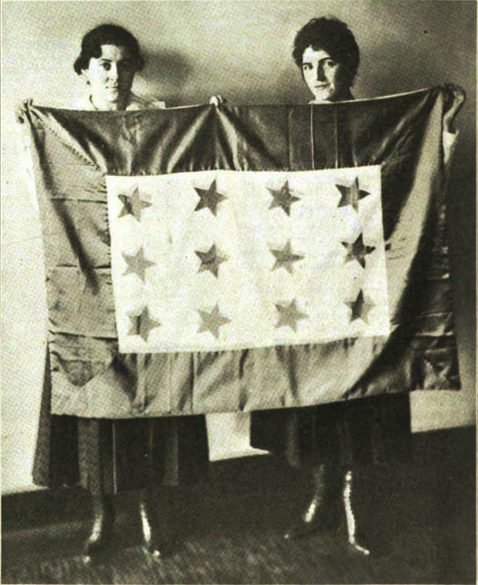
Bandiera del servizio del suffragio della NAWSA (The Woman Citizen, 1918)

La Camera approvò l'emendamento per il suffragio per la prima volta nel gennaio 1918, ma il Senato ritardò il dibattito sulla misura fino a settembre. Il presidente Wilson fece il passo insolito di comparire davanti al Senato per parlare della questione, chiedendo il passaggio dell'emendamento come misura di guerra. Il Senato, tuttavia, sconfisse il provvedimento con due voti. La NAWSA lanciò una campagna per spodestare quattro senatori che avevano votato contro l'emendamento, riunendo una coalizione di forze che comprendeva sindacati e proibizionisti. Due di questi quattro senatori furono sconfitti alle elezioni federali di novembre.
La NAWSA tenne la sua Convenzione del Giubileo d'Oro allo Statler Hotel di St. Louis, Missouri nel marzo 1919. La presidente Catt fece il discorso di apertura, in cui esortò i delegati a creare una lega di donne elettrici. È stata approvata una risoluzione per formare questa lega come unità separata della NAWSA, con membri provenienti da stati che consentivano alle donne di votare. La lega fu incaricata di ottenere il pieno suffragio e di tenere conto della legislazione che interessava le donne negli stati in cui potevano votare. L'ultimo giorno della convenzione, il Senato del Missouri approvò una legge che dava alle donne il diritto di votare alle elezioni presidenziali in Missouri e una risoluzione per presentare un emendamento costituzionale per il pieno suffragio. Nel giugno dello stesso anno fu approvato il diciannovesimo emendamento.

### Passaggio del Diciannovesimo Emendamento

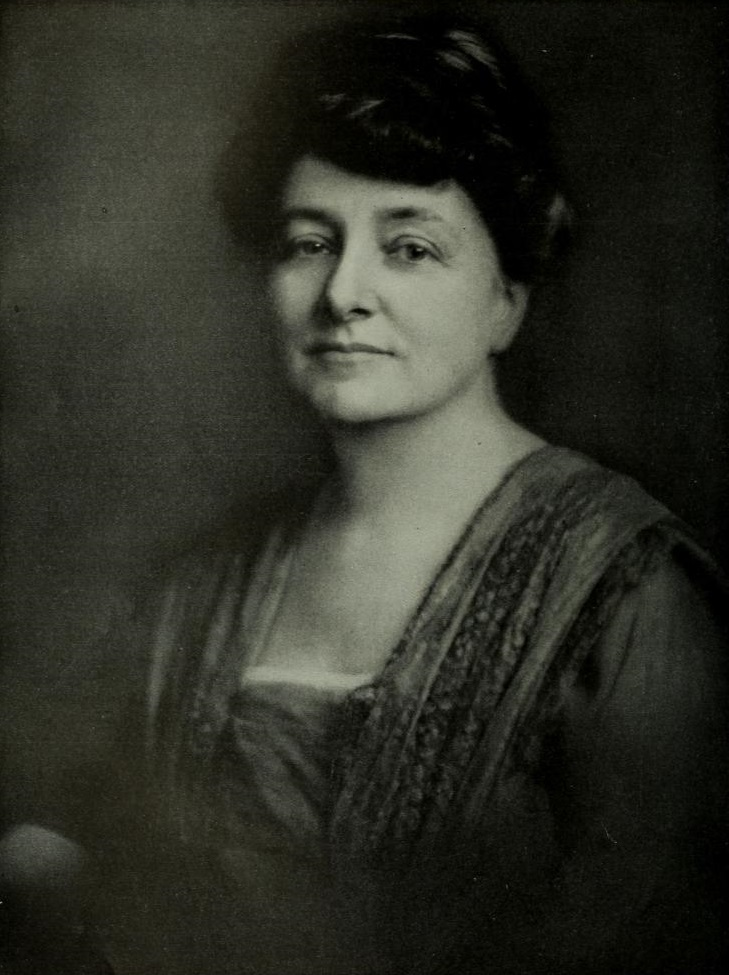
Maud Wood Park

Dopo le elezioni, Wilson convocò una sessione speciale del Congresso, che approvò l'emendamento sul suffragio il 4 giugno 1919. La lotta passò ora alle legislature statali, tre quarti delle quali avrebbero dovuto ratificare l'emendamento prima che diventasse legge.
La Catt e il comitato esecutivo della NAWSA avevano pianificato il loro lavoro a sostegno dello sforzo di ratifica dall'aprile 1918, oltre un anno prima che il Congresso approvasse l'emendamento. Nelle capitali degli stati erano già stati istituiti comitati di ratifica, ciascuno con il proprio budget e il proprio piano di lavoro. Subito dopo che il Congresso approvò l'emendamento, la Suffrage House e l'operazione di lobbying federale furono chiuse e le risorse furono dirottate verso la campagna di ratifica. La Catt aveva un senso di urgenza, aspettandosi un rallentamento dell'energia riformatrice dopo la guerra, che si era conclusa sette mesi prima. Molte società locali di suffragio si erano sciolte in stati in cui le donne potevano già votare, rendendo più difficile organizzare una rapida ratifica.
Entro la fine del 1919 le donne potevano effettivamente votare per presidenza negli stati che avevano la maggioranza dei voti elettorali. I leader politici che erano convinti che il suffragio femminile fosse inevitabile iniziarono a fare pressioni sui legislatori locali e nazionali per sostenerlo in modo che il loro partito potesse rivendicarne il merito per le future elezioni. Le convenzioni dei partiti democratico e repubblicano approvarono l'emendamento nel giugno 1920.
Gli ex membri della NAWSA Kate Gordon e Laura Clay organizzarono l'opposizione alla ratifica dell'emendamento nel Sud. Si erano dimesse dalla NAWSA nell'autunno del 1918 su richiesta del comitato esecutivo a causa delle loro dichiarazioni pubbliche in opposizione a un emendamento federale. Solo tre stati meridionali o di confine, l'Arkansas, il Texas e il Tennessee, ratificarono il 19º emendamento, con il Tennessee come 36º stato cruciale da ratificare.
Il diciannovesimo emendamento, l'emendamento del suffragio femminile, divenne legge del paese il 26 agosto 1920, quando fu certificato dal Segretario di Stato degli Stati Uniti d'America.

### Transizione nella League of Women Voters
Sei mesi prima della ratifica del diciannovesimo emendamento, la NAWSA tenne la sua ultima convention. Quella convention creò la League of Women Voters come successore della NAWSA il 14 febbraio 1920, con Maud Wood Park, ex leader del Comitato congressuale della NAWSA, come presidente. La League of Women Voters fu costituita per aiutare le donne a svolgere un ruolo più importante negli affari pubblici poiché avevano ottenuto il diritto di voto. Doveva aiutare le donne a esercitare il loro diritto di voto. Prima del 1973 solo le donne potevano iscriversi alla Lega.

### Organizzazioni statali che lavorano con la NAWSA
- Alabama - Associazione per l'uguaglianza del suffragio dell'Alabama.[144]
- Arizona - Comitato per la campagna per la parità di suffragio dell'Arizona
- Arkansas - Associazione per il suffragio femminile dell'Arkansas;[145] e Lega per l’uguaglianza politica
- Delaware - Associazione per la parità di suffragio del Delaware.[146][147]
- Hawaii - Associazione nazionale per la parità di suffragio femminile delle Hawaii.[148]
- Indiana - Lega per il diritto di voto femminile dell'Indiana
- Kentucky - Associazione per la parità dei diritti del Kentucky
- Maine - Associazione per il suffragio femminile del Maine.[149]
- Nevada - Società per il diritto di voto paritario del Nevada.[150]
- Nuovo Messico - Capitolo di Santa Fe della NAWSA.[151]
- Dakota del Nord - Voti del Dakota del Nord per la lega femminile.[152]
- Texas - Associazione per l'uguaglianza del suffragio del Texas.[153]
- Virginia - Lega per la parità di suffragio della Virginia
- Virginia Occidentale - Associazione per l'equo suffragio della Virginia Occidentale

## Elenco delle suffraggette degli Stati Uniti d'America
- Jane Kelley Adams (1852–1924) — educatore; presidente della Woburn, Massachusetts Equal Suffrage League
- Mary Newbury Adams (1837–1901) – suffragista e sostenitore dell'istruzione[154]
- Sadie L. Adams (1872–1945) – Suffragista afroamericana e sostenitrice del benessere dei bambini
- Jane Addams (1860–1935) – attivista sociale, presidente della Women's International League for Peace and Freedom
- Edith Ainge (1873–1948) – membro delle Silent Sentinels, Tesoriere della NWP, incarcerata cinque volte[155][156][157]
- Mary A. Ahrens (1836–after 1907) – Avvocato di Chicago, attrice nella causa per far rispettare la legge sul suffragio del 1891 per le elezioni scolastiche
- Mary Long Alderson (1860–1937) – Suffragista del Montana
- Nina E. Allender (1873–1957) – relatore, organizzatore e fumettista
- Naomi Anderson (born 1863) – suffragista nera, sostenitrice della temperanza
- Mary Garard Andrews (1852–1936) - presidente dell'Associazione per il suffragio del Nebraska
- Susan B. Anthony (1820–1906) – co-fondatrice e leader della National Woman Suffrage Association, una delle leader della National American Woman Suffrage Association. Il diciannovesimo emendamento alla Costituzione degli Stati Uniti, che garantiva il diritto di voto delle donne, era popolarmente noto come Emendamento Susan B. Anthony[158]
- Annie Arniel (1873–1924) – membro delle Silent Sentinels, arrestata otto volte in azioni dirette
- Sarah Louise Arnold (1859–1943) - suffragista del Massachusetts; prima preside del Simmons College; presidente nazionale delle Girl Scouts of the United States of America
- Elizabeth Barr Arthur (1884–1971) - suffragista del Kansas; poetessa, scrittrice, giornalista, bibliotecaria e agente di polizia
- Mary Alderson Chandler Atherton (1849-1934), educatrice, sccrttrice, editrice; membro della Massachusetts Woman Suffrage Association
- Helen Vickroy Austin (1829–1921) – giornalista, orticultrice, suffragista
- Rosa Miller Avery (1830–1894) – Abolizionista americana, riformatrice politica, suffragista, scrittrice
- Elnora Monroe Babcock (1852–1934) – leader pioniera del movimento per il suffragio; presidente del dipartimento di stampa della National Woman Suffrage Association
- Eugenia M. Bacon (1853–1933) – suffragista
- Adella Brown Bailey (1860–1937) – politica e suffragista
- Ida B. Wells-Barnett (1862–1931) – giornalista afroamericana, redattrice di giornali, suffragista, sociologa e prima leader del movimento per i diritti civili
- Bertha Hirsch Baruch – scrittrice, presidente della Los Angeles Suffrage Association
- Helen Valeska Bary (1888–1973) – suffragista, ricercatrice e riformatrice sociale[159][160]
- Octavia Williams Bates (1846–1911) – suffragista, clubwoman, autrice
- Rosario Bellber González (1881–1948) - educatrice, assistente sociale, attivista per i diritti delle donne, suffragista e filantropa; presidente della Lega Sociale delle Suffragette di Porto Rico[161][162][163][164]
- Martia L. Davis Berry (1844–1894) – tesoriere, Kansas Equal Suffrage Association
- Clara Bancroft Beatley (1858–1923) – educatrice, docente, autrice; presidente del Dipartimento di Educazione Morale della Boston Equal Suffrage Association
- Frances Estill Beauchamp (1860–1923) - attivista per la temperanza del Kentucky, riformatrice sociale, conferenziera, suffragista
- Alva Belmont (1853–1933) – fondatrice della Lega per l'uguaglianza politica, che nel 1913 fu fusa nella Lega per l'uguaglianza politica nella Congressional Union for Woman Suffrage
- Elsie Lincoln Benedict (1885–1970), leader suffragista rappresentante il Colorado per il diritto di voto delle donne
- Kate Himrod Biggers (1849–1935) – presidente dell'Oklahoma Woman's Suffrage Association
- Emily Montague Mulkin Bishop (1858–1916) – docente, istruttrice, autrice, suffragista pioniere
- Irene Moorman Blackstone (1872–after 1944) – suffragista afro-americana determinante nell'integrazione della lotta per il suffragio a New York
- Alice Stone Blackwell (1857–1950) – giornalista, attivista
- Antoinette Brown Blackwell (1825–1921) – co-fondatrice, con Lucy Stone, dell'American Woman Suffrage Association
- Henry Browne Blackwell (1825–1909) – ha fondato Woman's Journal con Lucy Stone
- Katherine Devereux Blake (1858–1950) – educatrice, suffragista, attivista per la pace
- Lillie Devereux Blake (1833–1913) – scrittore, suffragista, riformatrice
- Lucretia Longshore Blankenburg (1845–1937) – suffragista, riformatrice
- Isabella Williams Blaney (1854–1933) – suffragista, politica
- Harriot Eaton Stanton Blatch (1856–1940) – scrittrice (collaboratrice di History of Woman Suffrage), fondò la Women's Political Union, figlia dell'attivista pioniera Elizabeth Cady Stanton
- Amelia Bloomer (1818–1894) – difensore dei diritti delle donne e della temperanza; il suo nome era associato allo stile di riforma dell'abbigliamento femminile noto come i calzoncini
- Anna Whitehead Bodeker (1826–1904) – leader dei primi tentativi di organizzare il suffragio in Virginia; co-fondatrice e presidente inaugurale della Virginia State Woman Suffrage Association, la prima associazione per il suffragio in Virginia
- Marietta Bones (1842–1901) – suffragista, riformatrice sociale, filantropa
- Helen Varick Boswell (1869–1942) – membro dell'Associazione Nazionale Repubblicana delle Donne e della Federazione Generale dei Club Femminili
- Lucy Gwynne Branham (1892–1966) – professoressa, organizzatrice, lobbista, attiva nel Partito nazionale delle donne e nelle sue Silent Sentinel, figlia della suffragetta Lucy Fisher Gwynne Branham
- Madeline McDowell Breckinridge (1872–1920) – leader del suffragio, ex vicepresidente della National Woman Suffrage Association, una delle principali riformatrici progressisti del Kentucky
- Sophonisba Breckinridge (1866–1948) – attivista, riformatrice sociale dell'era progressista, scienziata sociale e innovatrice nell'istruzione superiore
- Minerva Kline Brooks (1883–1929) – suffragista
- Gertrude Foster Brown (1867–1956) – pianista, suffragetta, autrice di Your vote and how to use it (1918)
- Olympia Brown (1835–1926) – attivista, prima donna a diplomarsi presso una scuola teologica, così come diventare il primo ministro pienamente ordinato.
- Emma Bugbee (1888–1981) – giornalista
- Emeline S. Burlingame (1836–1923) – editrice, evangelista, suffragista
- Lucy Burns (1879–1966) – sostenitrice dei diritti delle donne, co-fondatrice del National Woman's Party
- Martha Callanan (1826–1901) – attivista, redattrice ed editrice di The Standard, giornale suffragista dell'Iowa
- Mary Edith Campbell (1876–1962) – prima donna eletta nel Board of Education di Cincinnati, Ohio
- Jennie Curtis Cannon (1851–1929) – Vicepresidente della National American Woman Suffrage Association
- Susan E. Cannon Allen (1859–1935) – Suffragista afroamericana
- Harriet Frances Carpenter (1868/75 – 1956), educatrice, scrittrice; suffragista del New Jersey
- Marion Hamilton Carter (1865–1937) – educatrice, giornalista, scrittrice suffragista
- Frances Jennings Casement (1840–1928) – sostenitrice del voto, sposò il generale John S. Casement, che fece pressioni per il diritto di voto per le donne
- Alice Barbee Castleman (1843–1926) - delegata, Kentucky Equal Rights Association
- Nettie Sanford Chapin (1830–1901) – rappresentò l'Iowa alla convention della National American Woman Suffrage Association del 1893
- Carrie Chapman Catt (1859–1947) – presidente della National American Woman Suffrage Association, fondatrice della League of Women Voters e dell'International Alliance of Women, ha condotto una campagna per il diciannovesimo emendamento alla Costituzione degli Stati Uniti
- Mariana Wright Chapman (1843–1907) – riformatrice sociale americana, suffragista
- Emily Thornton Charles (1845–1895) – poetessa, giornalista, suffragista, fondatrice di giornali
- Mamie Claflin (1867–1929) – leader della temperanza e del suffragio del Nebraska; redattrice ed editrice di giornali
- Tennessee Celeste Claflin (1844–1923) – una delle prime donne ad aprire una società di intermediazione a Wall Street, sostenitrice della legalizzazione della prostituzione
- Adele Goodman Clark (1882–1983) – artista, suffragista e co-fondatrice della Equal Suffrage League of Virginia
- Laura Clay (1849–1941) – co-fondatrice e primo presidente della Kentucky Equal Rights Association, leader del movimento per il suffragio femminile, attiva nel Partito Democratico
- Mary Barr Clay (1839–1924) – prima Kentuckiana a ricoprire la carica di presidente in un'organizzazione femminile nazionale (American Woman Suffrage Association) e la prima donna del Kentucky a parlare pubblicamente dei diritti delle donne
- Lillian Exum Clement (1894–1925) – prima donna eletta all'Assemblea generale della Carolina del Nord e la prima donna a prestare servizio in qualsiasi legislatura statale negli Stati Uniti meridionali
- H. Maria George Colby (1844–1910) – giornalista, attivista, suffragista
- Emily Parmely Collins (1814–1909) – in South Bristol, New York, 1848, was the first woman in the U.S. to establish a society focused on woman suffrage and women's rights
- Jennie Collins (1828–1887) – riformatrice del lavoro, umanitaria e suffragista
- Mattie E. Coleman (1870–1943) – medico, suffragista
- Sarah Tarleton Colvin (1865–1949) – presidente della sezione del Minnesota del National Woman's Party, arrestata durante le manifestazioni "Watchfire for Freedom".
- Helen Appo Cook (1837–1913) – eminente attivista della comunità afroamericana e leader nel movimento dei club femminili
- Mary A. Cooke Thompson (1825-1919) - figura centrale nel movimento suffragista dell'Oregon
- Ida Craft (1861–1947) – nota come il colonnello, prese parte alle Suffrage Hikes
- Emma Amelia Cranmer (1858–1937) – riformatrice, suffragista, scrittrice
- Minnie Fisher Cunningham (1882–1964) – primo segretario esecutivo della League of Women Voters, membro della National American Women's Suffrage Association
- Lucile Atcherson Curtis (1894–1986) – prima donna in quello che divenne il Servizio Estero degli Stati Uniti
- Martha E. Sewall Curtis (1858–1915) – presidente, Woburn (Massachusetts) Equal Suffrage League; Docente di stato, Massachusetts Woman Suffrage Association
- Madeleine Vinton Dahlgren (1825–1889) – scrittrice, traduttrice, antisuffragista
- Lucinda Lee Dalton (1847–1925) – Femminista e scrittrice mormone
- Maria Thompson Daviess (1872–1924) – co-fondatrice e vicepresidente della sezione della Equal Suffrage League a Nashville, Tennessee; organizzatrice della sezione della Equal Suffrage League a Madison, Tennessee.
- Carrie Chase Davis (1863–1953) – medico, suffragista
- Paulina Kellogg Wright Davis (1813–1876) – una fondatrice della New England Woman Suffrage Association; attiva con la National Woman Suffrage Association; ha co-organizzato e presieduto la prima Convenzione nazionale sui diritti delle donne
- Jesse Leech Davisson (1860–1940) – suffragista attiva in Ohio
- Cornelia De Bey (1860–1948) – omeopata, politica, suffragista, educatrice
- Emma Smith DeVoe (1848–1927) – principale suffragista dello Stato di Washington, fondò il Consiglio nazionale delle donne elettori
- Addie Whiteman Dickerson (1878–1940) – clubwoman e suffragista afroamericana
- Mamie Dillard (1874–1954) – educatrice, clubwoman e suffragista afroamericana
- Mary L. Doe (1836–1913) – primo presidente della Michigan State Equal Suffrage Association
- Rheta Childe Dorr (1868–1948) – giornalista, redattrice di giornali suffragisti, scrittrice e attivista politica
- Julia Dorsey (1850–1919) — suffragetta afroamericana del Maryland
- Eva Craig Graves Doughty (1852–1929) – presidente dell'Associazione per l'uguaglianza del suffragio di Grand Rapids (Michigan).
- Frederick Douglass (1818–1895) – riformatrice sociale, oratrice, scrittrice, statista afroamericana
- Wilhelmine Kekelaokalaninui Widemann Dowsett (1861–1929) – suffragista nativa hawaiana, ha organizzato la National Women's Equal Suffrage Association delle Hawaii
- Anne Dallas Dudley (1876–1955) – attivista per il suffragio; nel 1920, insieme ad Abby Crawford Milton e Catherine Talty Kenny, guidò la campagna in Tennessee per approvare la ratifica del diciannovesimo emendamento alla Costituzione degli Stati Uniti[165][166]
- Marion Howard Dunham (1842–1921), insegnante, attivista per la temperanza, suffragista dell'Iowa
- Abigail Scott Duniway (1834–1915) – difensore dei diritti delle donne, editrice, scrittrice
- Zara DuPont (1869–1946) – prima vicepresidente della Ohio Woman Suffrage Association
- Crystal Eastman (1881–1928) – avvocato, antimilitarista, femminista, socialista e giornalista
- Mary F. Eastman – educatrice, conferenziere, scrittrice e suffragetta
- Max Eastman (1883–1969) – scrittrice, filosofa, poetessa, eminente attivista politica
- Sarah Stoddard Eddy (1831–1904) – riformatrice sociale, clubwoman; suffragista del Massachusetts
- Mary G. Charlton Edholm (1854–1935) – riformatrice e giornalista
- Katherine Philips Edson (1870–1933) – assistente sociale e femminista, ha lavorato per aggiungere il suffragio femminile alla Costituzione dello stato della California
- Julia Emory (1885–1979) – suffragista del Maryland
- Elizabeth Piper Ensley (1848–1919) – donna caraibica-americana, tesoriera della Colorado Non-Partisan Equal Suffrage Association
- Helga Estby (1860–1942) – immigrata norvegese, nota per aver attraversato gli Stati Uniti nel 1896 per salvare la fattoria di famiglia
- Caroline McCullough Everhard (1843–1902) – banchiera e suffragista americana, presidente della Ohio Suffrage Association
- Elizabeth Glendower Evans (1856–1937) – riformatrice sociale e suffragista
- Elizabeth Hawley Everett (1857–1940), segretaria di registrazione, Illinois Equal Suffrage Association
- Janet Ayer Fairbank (1878–1951) – autrice e sostenitrice delle cause progressiste
- Lillian Feickert (1877–1945) – suffragetta; prima donna del New Jersey a candidarsi al Senato degli Stati Uniti[167]
- Mary Fels (1863–1953) – filantropo, suffragista, georgista (così chiamato in onore dell'economista politico del 19º secolo Henry George)
- Susan Frances Nelson Ferree (1844–1919) – giornalista, attivista, suffragista
- Susan Fessenden (1840–1932) – vicepresidente della Massachusetts Woman's Suffrage Association
- Sara Bard Field (1882–1974) – attiva con il National Advisory Council, il National Woman's Party in Oregon e Nevada; ha attraversato gli Stati Uniti per consegnare una petizione con 500.000 firme al presidente Wilson
- Margaret Foley (1875–1957) – attiva con la Massachusetts Woman Suffrage Association
- Jessica Garretson Finch (1871–1949) – presidente della New York Equal Franchise Society
- Mariana Thompson Folsom (1845–1909) – ministro universalista e docente per l'Iowa Suffrage Association e il Texas Equal Rights[168]
- Clara S. Foltz (1849–1934) – avvocato, sorella del senatore americano Samuel M. Shortridge
- Nellie Griswold Francis (1874–1969) –ha fondato e guidato l'Everywoman Suffrage Club, un gruppo suffragista afroamericano del Minnesota, attivista per i diritti civili e anti-linciaggio
- Scottie McKenzie Frasier (1884-1964) - suffragista dell'Alabama, insegnante, autrice, conferenziera[169]
- Ellen Sulley Fray (1832–1903) – uno dei presidenti di distretto della Ohio Women's Suffrage Association
- Elisabeth Freeman (1876–1942) – partecipante al Suffrage Hike
- Antoinette Funk (1869–1942) –avvocato e segretario esecutivo del Comitato congressuale della National American Woman Suffrage Association; sostenitrice del movimento delle donne nella prima guerra mondiale
- Matilda Joslyn Gage (1826–1898) – attivista, libera pensatrice, autrice
- Edna Fischel Gellhorn (1878–1970) – riformatrice, co-fondatrice della National League of Women Voters
- Sallie Topkis Ginns (1880–1976) – membro della Hall of Fame delle donne del Delaware
- T. Adelaide Goodno (1858–1931) – suffragista; presidente della Woman's Christian Temperance Union della Carolina del Nord
- Mary Tenney Gray (1833–1904) – scrittrice, clubwoman, filantropa, suffragista
- Helen Hoy Greeley (1878–1965) – segretariodella New Jersey Next Campaign (1915), oratrice, organizzatrice e mobilitatrice nelle campagne della California e dell'Oregon (1911), portavoce dell'Unione politica delle donne a New York[170][171]
- Jean Brooks Greenleaf (1832–1918) – presidente dell'Associazione per il suffragio dello Stato di New York (1890–96)
- Cordelia A. Greene (1831–1905), medico; presidente onorario della contea di Wyoming e della New York Suffrage Association
- Irene W. Griffin (died 2012) – prima donna di colore a registrarsi per votare nella parrocchia di Plaquemines, in Louisiana
- Josephine Sophia White Griffing (1814–1872) – attiva nell'American Equal Rights Association e nella National Woman Suffrage Association
- Sarah Moore Grimké (1792–1873) – abolizionista, scrittrice
- Sophronia Farrington Naylor Grubb (1834–1902), attivista per la temperanza; suffragista del Kansas
- Eliza Calvert Hall (pseudonimo di Eliza Caroline "Lida" Calvert Obenchain) (1856–1935) – autrice, sostenitrice dei diritti delle donne
- Ida Husted Harper (1851–1931) – organizzatrice, importante scrittrice e storica del movimento per il suffragio statunitense
- Florence Jaffray Harriman (1870–1967) – riformatrice sociale, organizzatrice e diplomatica
- Oreola Williams Haskell (1875–1953) – autrice e poetessa prolifica che ha lavorato insieme ad altri importanti attivisti per il suffragio, come Carrie Chapman Catt, Mary Garrett Hay e Ida Husted Harper
- Mary Garrett Hay (1857–1928) – compagna di Carrie Chapman Catt e organizzatrice del suffragio a New York
- Gillette Hayden (1880–1929) – dentista e parodontologa[172]
- Sallie Davis Hayden (1842–1907) – una delle fondatrici del movimento per il suffragio in Arizona
- Mary E. Smith Hayward (1842–1938) – imprenditrice; presidente onorario della Nebraska Equal Suffrage Association
- Josephine K. Henry (1846–1928) – leader dei diritti delle donne dell'era progressista, riformatrice sociale e scrittrice
- Jane Lord Hersom (1840–1928) – medico; presidente dell'Equal Suffrage Club di Portland, Maine
- Katharine Houghton Hepburn (1878–1951) – riformatrice sociale, presidente del National Women's Party nel Connecticut. Laureato al Bryn Mawr College. Madre di Katharine Hepburn.
- Elsie Hill (1883–1970) – attivista
- Helena Hill (1875–1958) – attivista, geologa
- Jennie Florella Holmes (1842–1892) — attivista per la temperanza; presidente del comitato esecutivo del Nebraska State Suffrage Society
- Mary Emma Holmes (1839–1937), riformatrice, educatrice; presidente dell'Equal Suffrage Association dell'Illinois
- Edith Houghton Hooker (1879–1948) – attivista, editore del The Suffragist
- Julia Ward Howe (1819–1910) – eminente abolizionista, attivista sociale e poetessa
- Emily Howland (1827–1929) – filantropa, educatrice
- Florence Frances Huberwald – cantante, insegnante, suffragista, leader nazionale del movimento delle donne
- Josephine Brawley Hughes (1839–1926) – fondò l'Arizona Suffrage Association nel 1891
- Sarah Gibson Humphreys (1830–1907) – autrice, suffragista
- Augusta Merrill Hunt (1842–1932) - filantropa, suffragista, leader della temperanza; presidente ad interim della Maine Woman's Suffrage Association
- Addie Waites Hunton (1866–1943) – suffragista, attivista della razza e genere, scrittrice, organizzatrice politica, educatrice
- Cornelia Collins Hussey (1827–1902) – filantropa, scrittrice; lasciò una somma di 10.000 sterline alla National American Woman Suffrage Association
- May Arkwright Hutton (1860–1915) – leader del suffragio e sostenitrice dei diritti dei lavoratori nel Pacifico nordoccidentale
- Inez Haynes Irwin (1873–1970) – co-fondatrice della College Equal Suffrage League, attiva nel National Woman's Party, ha scritto la storia del partito
- Lucie Fulton Isaacs (1841–1916) — scrittrice americana, filantropa; presidente di Walla Walla, l'associazione per il suffragio di Washington
- Lottie Wilson Jackson (1854–1914) – pittrice e suffragista
- Mary Corinna Putnam Jacobi (1842–1906) – medico, insegnante, scienziata e scrittrice[173]
- Ada James (1876–1952) – assistente sociale e riformatrice
- Martha Waldron Janes (1832–1913) – ministro, suffragista, editorialista
- Hester C. Jeffrey (1842–1934) – organizzatrice della comunità afroamericana, creatrice dei club Susan B. Anthony
- Frances C. Jenkins (1826–1915) - evangelista, ministra quacchera, riformatrice sociale; presidente della prima organizzazione per il suffragio paritario a Kansas City, Missouri
- Izetta Jewel (1883–1978) – attrice teatrale, attivista per i diritti delle donne, politica e prima donna a sostenere la nomina di un candidato presidenziale a un'importante convention di un partito politico americano
- Laura M. Johns (1849–1935) – suffragista, giornalista
- Adelaide Johnson (1859–1955) – scultrice che creò un monumento per le suffragette a Washington D.C.
- Harriet C. Johnson (1845–1907) – suffragista, educatrice
- Lucy Browne Johnston (1846–1937) –  presidente della Federazione dei club femminili del Kansas e impegnata nella Kansas Equal Suffrage Association
- Maria I. Johnston (1835–1921) — autrice, giornalista, editrice e docente della Virginia
- Mary Johnston (1870 – 1936) - scrittrice, autrice e attivista della Virginia parlò alla processione del suffragio femminile del 1913
- Effie McCollum Jones (1869–1952) – ministro universalista e suffragista
- Jane Elizabeth Jones (1813–1896) – suffragista, abolizionista, membro del primo movimento per i diritti delle donne
- Mary Jane Richardson Jones (1819–1909) – suffragista nera, abolizionista e filantropa
- Rosalie Gardiner Jones (1883–1978) – socialite, ha preso parte al Suffrage Hike, nota come il "Generale Jones"
- Caroline Katzenstein (1888–1968) – suffragista e autrice di Filadelfia, aiutò a formarsi il National Woman's Party
- Belle Kearney (1863–1939) – relatrice e lobbista per la National American Woman Suffrage Association; prima donna eletta al Senato dello Stato del Mississippi
- Edna Buckman Kearns (1882–1934) – attivista del National Woman's Party, famosa per il suo carro per la campagna per il suffragio trainato da cavalli (ora nella collezione del Museo dello Stato di New York)
- Mary Morton Kehew (1859–1918) – riformatrice laburista attivista nel sociale e suffragista di Boston
- Eliza D. Keith (1854–1939) – educatrice, scrittrice, giornalista; membro fondatore/funzionario del Susan B. Anthony Club, San Francisco, California
- Helen Keller (1880–1968) – autrice e attivista politica
- Abby Kelley (1811–1887) – abolizionista, riformatrice sociale radicale, raccoglitrice di fondi, conferenziera e organizzatrice dell'American Anti-Slavery Society
- Elizabeth Thacher Kent (1868–1952) – femminista, suffragista, ambientalista
- Harriette A. Keyser (1841–1936), riformatrice industriale, assistente sociale, autrice; co-organizzatrice della New York Woman Suffrage Association
- Caroline Burnham Kilgore (1838–1909) – la prima donna ad essere ammessa all'albo degli avvocati nel Commonwealth della Pennsylvania
- Janette Hill Knox (1845–1920) – vicepresidente della Equal Suffrage Association del North Dakota; educatrice, riformatrice della temperanza
- Sarah Knox-Goodrich (1826–1903) – attivista per i diritti delle donne di San Jose, California
- Florence E. Kollock (1848–1925) – ministro e conferenziera universalista
- Daisy Elizabeth Adams Lampkin (1883–1965) – attivista per i diritti civili, dirigente dell'organizzazione e professionista della comunità
- Orra Henderson Moore Gray Langhorne (1841–1904) – suffragista, fondatrice della Virginia Suffrage Society
- Mary Torrans Lathrap (1838–1895) – poeta, predicatrice, suffragista, riformatrice sociale
- Clara Elizabeth Chan Lee (1886–1993) – prima cinese americana a registrarsi per votare negli Stati Uniti, l'8 novembre 1911[174]
- Mabel Ping-Hua Lee (1896–1966) – suffragista, sostenitrice dei diritti delle donne e della comunità di immigrati cinesi
- Dora Lewis (1862–1928) – nel 1913 divenne membro esecutivo del Partito Nazionale delle Donne; nel 1918 divenne il loro presidente delle finanze; nel 1919 divenne il loro tesoriere nazionale; nel 1920 presiedette il comitato di ratifica
- Miriam Leslie (1836–1914) – editrice, autrice; omonima della Leslie Woman Suffrage Commission
- Lena Morrow Lewis (1868–1950) – organizzatrice nel Dakota del Sud e nell'Oregon; ottenne il sostegno dei sindacati
- Indiana Little (1897-1970) - condusse centinaia di persone in una marcia per registrarsi per votare a Birmingham, in Alabama, il 18 gennaio 1926. Le fu negato e lei fu arrestata.
- Mary Livermore (1820–1905) – giornalista e sostenitrice dei diritti delle donne
- Sarah Hunt Lockrey (1863–1929) – medico e suffragista
- Adella Hunt Logan (1863–1915) – Intellettuale afro-americana, attivista e principale suffragista del Woman's Club della Tuskegee University, storicamente nera
- Florence Luscomb (1887–1985) – architetto e leader di spicco delle suffragette del Massachusetts
- Katherine Duer Mackay (1878–1930) – fondatrice della Equal Franchise Society
- Theresa Malkiel (1874–1949) – organizzatrice del lavoro e suffragista
- Arabella Mansfield (1846–1911) – prima donna avvocato negli Stati Uniti, presiedette la Convenzione sul suffragio femminile dell'Iowa nel 1870 e lavorò con Susan B. Anthony
- Ella M. S. Marble (1850–1929) – medico; presidente della Minnesota State Suffrage Association
- Wenona Marlin – Suffragista di New York dall'Ohio
- Anne Henrietta Martin (1875–1951) – Vicepresidente del National Woman's Party, arrestata come Silent sentinel, presidente della Nevada Equal Franchise Society, prima donna americana a candidarsi al Senato
- Ellen A. Martin (1847–1916) – prima donna a votare con successo in Illinois nel 1891, grazie a una scappatoia nella legge locale
- Jennie McCowen (1845–1924) – medico, scrittrice, conferenziera, redattrice di riviste mediche, suffragista
- Catharine Waugh McCulloch(1862–1945) – avvocato di Chicago, attiva nello sforzo dell'Illinois del 1913 e consulente legale per la National American Woman Suffrage Association
- Mary A. McCurdy (1852–1934) – suffragista afroamericana
- Mary Ann M'Clintock (1800–1884) – suffragista che contribuì a pianificare la Convenzione di Seneca Falls del 1848
- Thomas M'Clintock (1792–1876) – abolizionista e suffragista, marito di Mary Ann M'Clintock
- Nell Mercer (1893–1979) – membro delle Silent Sentinels
- Ellis Meredith (1865–1955) – giornalista
- Jane Hungerford Milbank (1871–1931) – autrice e poetessa
- Inez Milholland (1886–1916) – partecipante chiave al National Women's Party e alla processione per il suffragio femminile del 1913
- Lucy Kennedy Miller, conosciuta anche come Mrs. John O. Miller (1880-1962). Prima presidente della Pennsylvania League of Women Voters e "la donna alla quale, più di ogni altra" era "dovuto il trionfo del" suffragio femminile nel Commonwealth della Pennsylvania.[175][176][177]
- Harriet May Mills (1857–1936) – leader di spicco dei diritti civili, ha svolto un ruolo importante nel movimento per i diritti delle donne
- Abby Crawford Milton (1881–1991) – viaggiò in tutto il Tennessee tenendo discorsi e organizzando leghe per il suffragio in piccole comunità; nel 1920, insieme ad Anne Dallas Dudley e Catherine Talty Kenny, guidò la campagna in Tennessee per approvare la ratifica del diciannovesimo emendamento alla Costituzione degli Stati Uniti[165][166]
- Virginia Minor (1824–1894) – co-fondatrice e presidente della Woman's Suffrage Association del Missouri; difese senza successo nella causa Minor v. Happersett (caso della Corte Suprema del 1874) che il quattordicesimo emendamento dava alle donne il diritto di voto
- Zeola Hershey Misener (1878–1966) – suffragista e politica dell'Indiana
- Lilla Day Monroe (1858–1929) – suffragetta del Kansas, avvocato
- Ethel Moore (1872-1920) – Direttrice della Lega per l'uguaglianza del suffragio universitario della California settentrionale[178]
- Henrietta G. Moore (1844–1940) - Ministra universalista, educatrice, attivista per la temperanza, presidente dell'Equal Suffrage Club di Springfield, Ohio
- J. Howard Moore (1862–1916) – zoologa, filosofa, educatrice e socialista[179]
- Mary L. Moreland (1859–1918) – ministra, evangelista, suffragista, autrice
- Esther Hobart Morris (1814–1902) – prima donna giudice di pace negli Stati Uniti
- Mary Foulke Morrisson (1879–1971) – organizzatrice della parata per il suffragio del 1916 a Chicago per la Convenzione nazionale repubblicana; fondatrice dei capitoli della Lega delle donne elettrici
- Lucretia Mott (1793–1880) – Quacchera, abolizionista; attivista per i diritti delle donne; riformatrice sociale
- Martha H. Mowry (1818–1899) – medico e suffragista del Rhode Island
- Ella Uphay Mowry (1865–1923) – suffragetta del Kansas e prima candidata governatrice del Kansas
- Frances Lillian Willard "Fannie" Munds (1866–1948) – leader del movimento per il suffragio in Arizona e membro del Senato dell'Arizona
- John Neal (1793–1876) – scrittore, critico, primo docente americano sui diritti delle donne[180]
- A. Viola Neblett (1842–1897) – attivista, suffragista, pioniera dei diritti delle donne
- Anna E. Nicholes (1865–1917) – riformatrice sociale, funzionaria pubblica, clubwoman; suffragista di Chicago
- S. Grace Nicholes (1870–1922) - segretaria dell'Illinois Equal Suffrage Association
- Frances Nacke Noel (1873–1963) – attivista del lavoro femminile e suffragista
- Mary A. Nolan (died 1925) – una delle suffragette più antiche attive nei picchetti del NWP
- Eunice Rockwood Oberly (1878–1921) – bibliotecaria
- Martha B. O'Donnell (1836–1925), attivista per la temperanza, redattrice ed editrice di giornali e riviste; suffragista dello stato di New York
- Adelina Otero-Warren (1881–1965) – leader del sindacato del Congresso nel New Mexico, onorata nel trimestre delle donne americane del 2022.
- Sarah Massey Overton (1850–1914) – attivista per i diritti delle donne e attivista per i diritti dei neri
- Fanny Purdy Palmer (1839–1923) – segretaria dell'Associazione per il suffragio femminile del Rhode Island; autrice, conferenziera, attivista
- Maud Wood Park (1871–1955) – fondatrice della College Equal Suffrage League, cofondatrice della Boston Equal Suffrage Association for Good Government (BESAGG); lavorò per l'approvazione del 19° emendamento
- Alice Paul (1885–1977) – una delle leader del Movimento per i diritti di voto delle donne degli anni '10 per il 19° emendamento; fondatrice del National Women's Party; iniziatore delle Silent Sentinels e della Parata del Suffragio Femminile del 1913; autrice della proposta di emendamento sulla parità di diritti
- Mary Hutcheson Page (1860–1940) – membro della Boston Equal Suffrage Association for Good Government, della National American Woman Suffrage Association e del Comitato esecutivo nazionale dell'Unione congressuale per il suffragio femminile. Nel 1910 Presidente dell'Associazione nazionale per il suffragio femminile.
- Millie Lawson Bethell Paxton (1875–1939) – leader civica e suffragista, organizzatrice del Club repubblicano delle donne di colore di Roanoke, 1920 circa
- Mary Gray Peck (1867–1957) – giornalista, suffragista, clubwoman
- Sarah Maria Clinton Perkins (1824–1905) — ministra, riformatrice sociale, editrice, autrice; presidente dell'Equal Franchise Club, Cleveland, Ohio
- Juno Frankie Pierce, nota anche come Frankie Pierce o J. Frankie Pierce (1864–1954), suffragista afroamericana[181][182][183][184]
- Helen Pitts (1838–1903) – attiva nel movimento per i diritti delle donne e curatrice di The Alpha
- Livia Simpson Poffenbarger (1862–1937) – direttrice statale per la campagna per il suffragio femminile nella Virginia Occidentale
- Anita Pollitzer (1894–1975) – fotografa, è stata presidente nazionale del National Woman's Party
- Cora Scott Pond Pope (born 1856), suffragista del Massachusetts; insegnante, scrittrice di spettacoli, promotrice immobiliare
- Alice Sampson Presto (1879–?), suffragista e politica dello Stato di Washington[185]
- Amalia Post (1836–1897) – in gran parte determinante nel fatto che il diritto di voto fosse concesso alle donne nel territorio dello Wyoming dalla prima legislatura territoriale del Wyoming nel 1869.[186]
- Marjorie Merriweather Post (1887–1973) – filantropa, erede del patrimonio dell'azienda Post Cereal
- Mary Virginia Proctor (1854-1927) – giornalista, filantropa, suffragista dell'Ohio, attivista per la temperanza
- Jennie Phelps Purvis (1831–1924) – scrittrice, riformatrice della temperanza; segretaria dell'associazione per il suffragio statale della California
- Mamie Shields Pyle (1866–1949) – leader del suffragio nel Dakota del Sud
- H. Anna Quinby (1871-1931), redattrice capo dell'unico giornale sul suffragio femminile dell'Ohio posseduto e controllato da donne; presidente della casa editrice del giornale
- Jeannette Rankin (1880–1973) – prima donna membro statunitense del Congresso (R) Montana. Aprì il dibattito al Congresso su un emendamento costituzionale che concedeva il suffragio universale alle donne e votò a favore della risoluzione nel 1919, che sarebbe diventata il 19° emendamento.
- Florence Kenyon Hayden Rector (1882–1973) – prima donna architetto autorizzata nello stato dell'Ohio e unica donna architetto che esercita nell'Ohio centrale tra il 1900 e il 1930
- Harriet Redmond (ca. 1862 – 1952) – suffragista dell'Oregon
- Rebecca Hourwich Reyher (1897–1987) – autrice e conferenziera[187][188]
- Naomi Sewell Richardson (1892–1993) - suffragista ed educatrice afroamericana[189]
- Florida Ruffin Ridley (1861–1943) – attivista afroamericana per i diritti civili, suffragista, insegnante, scrittrice ed editrice di Boston
- Belle de Rivera (1848-1943) – clubwoman; presidente della New York Equal Suffrage League
- Emma Winner Rogers (1855–1922) – tesoriera della National American Woman Suffrage Association; scrittrice, oratrice
- Joy Young Rogers (1891–1953) – vicedirettrice del Suffragist
- Ellen Alida Rose (born 1843) – agricultrice del Wisconsin, suffragista
- Juliet Barrett Rublee (1875–1966) – sostenitrice del controllo delle nascite, suffragista e produttrice cinematografica[190][191][192]
- Josephine St. Pierre Ruffin (1842–1924) – editrice, giornalista, leader dei diritti civili, suffragista ed editrice afroamericana
- Ruth Logan Roberts (1891–1968) – suffragista, attivista, leader della YWCA e direttrice di un salone ad Harlem
- Nina Samorodin (1892–1981) – membro del NWP di origine russa, segretaria esecutiva dell'Alleanza nazionale del lavoro per le relazioni commerciali e il riconoscimento della Russia, segretaria della Lega sindacale femminile
- Margaret Sanger (1879–1966) – attivista per il controllo delle nascite, educatrice sessuale, infermiera, fondò la Planned Parenthood Federation of America
- Annie Nowlin Savery (1831–1891) – Suffragista dell'Iowa di origine inglese attiva dal 1860
- Julia Sears (1840–1929) – accademica pionieristica e prima donna negli Stati Uniti a dirigere un college pubblico, ora Università del Minnesota
- Florida Scott-Maxwell (1883–1979) – scrittrice
- May Wright Sewall (1844–1920) – presidente del comitato esecutivo della National Woman's Suffrage Association dal 1882 al 1890
- Harriette Lucy Robinson Shattuck (1850–1937), presidente dell'Associazione nazionale per il suffragio femminile del Massachusetts
- Anna Howard Shaw (1847–1919) – presidente della National Women's Suffrage Association dal 1904 al 1915
- Mary Shaw (1854–1929) – prima femminista, drammaturga e attrice
- Pauline Agassiz Shaw (1841–1917) – cofondatrice e prima presidentessa della Boston Equal Suffrage Association for Good Government
- Lurana W. Sheldon (1862–1945) – scrittrice, editrice, suffragista
- Nettie Rogers Shuler (1862–1939) – scrittrice, suffragista
- Jennie Hart Sibley (1846–1917) - leader della temperanza della Georgia, suffragista
- Katherine Call Simonds (1865–1946) – musicista, autrice, suffragista
- Abby Hadassah Smith (1797–1879) – prima suffragista americana del Connecticut che fece una campagna per la proprietà e i diritti di voto
- Eliza Kennedy Smith, conosciuta anche come Mrs. R. Templeton Smith (1889-1964); suffragista, attivista civica e cane da guardia del governo a Pittsburgh, Pennsylvania, e presidente della Lega degli elettori femminili della contea di Allegheny
- Jane Norman Smith (1874–1953)  - suffragista e riformatrice. Presidente del Partito Nazionale della Donna dal 1927 al 1929.
- Judith Winsor Smith (1821–1921) – presidente della East Boston Woman Suffrage League
- May Gorslin Preston Slosson (1858–1943) – educatrice e prima donna a conseguire un dottorato in Filosofia negli Stati Uniti
- The Smiths of Glastonbury – famiglia di 6 donne del Connecticut attive nella difesa del suffragio, dei diritti di proprietà e dell'istruzione delle donne
- Louise Southgate, M.D. (1857–1941) – medico e suffragista a Covington, Kentucky, leader sia dell'Ohio che della Kentucky Equal Rights Association e una delle prime sostenitrici della salute riproduttiva delle donne
- Caroline Spencer (1861–1928) – medico e suffragista; inserita nella Colorado Women's Hall of Fame nel 2006.
- Elizabeth Cady Stanton (1815–1902) – promotrice della Convenzione di Seneca Falls, autrice della Dichiarazione dei Sentimenti, cofondatrice della National Women's Suffrage Association, grande pioniere dei diritti delle donne in America
- Helen Ekin Starrett (1840–1920) – autrice, giornalista, educatrice, editrice, imprenditrice, docente, inventrice, poetessa, pioniere suffragista e una delle due delegate statali della Convenzione Nazionale del 1869 a partecipare alla Convenzione della Vittoria nel 1920
- Sarah Burger Stearns (1836–1904) – primo presidente della Minnesota Woman Suffrage Association
- Rowena Granice Steele (1824–1901) – sostenitrice del suffragio femminile, come oratrice e scrittrice
- Doris Stevens (1892–1963) – organizzatrice della National American Women Suffrage Association e del National Woman's Party, importante partecipante delle Silent Sentinels, autrice di Jailed for Freedom
- Sara Yorke Stevenson (1847–1921) – archeologa ed egittologa, attiva nel movimento per il suffragio di Filadelfia
- Jane Agnes Stewart (1860–1944), autrice, editrice; inventrice del primo calendario per la parità dei diritti
- Lucy Stone (1818–1893) – oratrice di spicco, abolizionista e sostenitrice e organizzatrice dei diritti delle donne; la forza principale dietro l'American Woman Suffrage Association e il Woman's Journal
- Flora E. Strout (1867–1962) – delegata del Maryland alle convenzioni dell'American Woman Suffrage Association
- Beaumelle Sturtevant-Peet (1840-1921) - presidente, suffragista della California e attivista per la temperanza
- Adeline Morrison Swain (1820–1899) – prima donna a candidarsi per una carica pubblica in Iowa
- Lucy Robbins Messer Switzer (1844–1922) – stabilì il movimento per il suffragio nella parte orientale di Washington
- Beatrice Sumner Thompson (1874–1938) – suffragista afroamericana e sostenitrice dell'istruzione
- Helen Taft Menning (1891–1987) – figlia del presidente William Howard Taft; viaggiò per la nazione tenendo discorsi a favore del suffragio
- Lydia Taft (1712–1778) – prima donna nota per aveer votato legalmente nell'America coloniale
- Minnetta Theodora Taylor (1860–1911) – scrisse il testo dell'inno del suffragio nazionale
- Mary Church Terrell (1863–1954) – educatrice afroamericana, giornalista e cofondatrice della National Association of Colored Women's League
- Adolphine Fletcher Terry (1882–1976) – autrice, sostenitrice del suffragio femminile, della riforma dell'istruzione e della giustizia sociale in Arkansas
- Helen Rand Thayer (1863–1935) — membro del comitato consultivo della New Hampshire Equal Suffrage Association
- Martha Carey Thomas (1857–1935) – educatrice, linguista e secondo presidente del Bryn Mawr College
- Grace Gallatin Seton Thompson (1872–1959) – scrittrice
- Dorothy Thompson (1893–1961) – Attivista di Buffalo e New York, poi giornalista e conduttrice radiofonica
- Ella St. Clair Thompson (1870–1944)
- Minnie J. Terrell Todd (1844–1929) – suffragista del Nebraska
- Elizabeth Richards Tilton (1834–1897) – suffragista, fondatrice del Brooklyn Women's Club, redattrice di poesie di The Revolution, scandalo infernale
- Annie Rensselaer Tinker (1884–1924) – suffragista, infermiera volontaria nella prima guerra mondiale e filantropa
- Augusta Lewis Troup (1848–1920) – attivista e giornalista per i diritti delle donne che sostenne la parità di retribuzione, migliori condizioni di lavoro per le donne e il diritto di voto delle donne
- Grace Wilbur Trout (1864–1955) – presidente dell'Illinois Equal Suffrage Association, guidò lo sforzo del 1913 per garantire alle donne dell'Illinois il diritto di voto
- Sojourner Truth (ca. 1797–1883) – abolizionista, attivista per i diritti delle donne, oratrice, ha tenuto il discorso sui diritti delle donne "Ain't I a Woman?"
- Harriet Tubman (1822–1913) – abolizionista afroamericana, umanitaria e spia dell'Unione durante la guerra civile americana
- Lila Meade Valentine (1865–1921) – riformatrice dell'istruzione e dell'assistenza sanitaria, attivista per i diritti delle donne e primo presidente della Equal Suffrage League of Virginia
- Narcissa Cox Vanderlip, nata Mabel Narcissa Cox (1879-1966) - principale suffragista di New York e cofondatrice della New York State League of Women Voters[193][194][195]
- Amelie Veiller Van Norman (1844–1920), educatrice; presidente della Giovanna d'Arco Suffrage League; vicepresidente della Lega per il suffragio della contea di New York; membro del Suffrage Party, New York City
- Mina Van Winkle (1875–1932) – assistente sociale crociata, tenente di polizia pionieristica e leader nazionale nella protezione delle ragazze e di altre donne durante le forze dell'ordine e i processi giudiziari
- Mabel Vernon (1883–1975) – membro principale dell'Unione congressuale per il suffragio femminile, principale organizzatore delle Silent Sentinels
- Evelyn Wotherspoon Wainwright (1851–1929) –  membro fondatore della Congressional Union for Woman Suffrage e del National Woman's Party
- Anna C. Wait (1837–1916) – Associazione per l'uguaglianza del suffragio del Kansas
- Sarah E. Wall (1825–1907) – organizzatrice di una protesta anti-fiscale che difendeva il diritto delle donne a non pagare le tasse senza rappresentanza
- Elizabeth Lowe Watson (1842–1927), presidente della California Equal Suffrage Association
- Emmeline B. Wells (1828–1921) – giornalista, editrice, poetessa, difensore dei diritti delle donne e diarista
- Ida B. Wells-Barnett (1862–1931) – giornalista, educatrice e prima leader del movimento per i diritti civili
- Lilian Welsh (1858–1938) – medico, educatrice e sostenitrice della salute delle donne
- Ruza Wenclawska (1889–1977) – ispettore di fabbrica e organizzatrice sindacale
- Marion Craig Wentworth (1872–1942) – commediografa
- Nettie L. White (ca. 1850 – 1921), presidente dell'Associazione per il suffragio femminile del Distretto di Columbia
- Margaret Fay Whittemore (1884–1937) – vicepresidente del National Woman's Party nel 1925
- Emma Howard Wight (1863–1935) – suffragista della Virginia; autrice
- Mary Holloway Wilhite (1831–1892) – medico, filantropa; leader del suffragio femminile e dei diritti delle donne
- Frances Willard (1839–1898) – leader dell'Unione delle donne cristiane per la temperanza e dell'International Council of Women, conferenziera, scrittrice
- Louise Collier Willcox (1865–1929) – vicepresidente onorario della Virginia Equal Suffrage League
- Maud E. Craig Sampson Williams (1880–1958) – suffragetta del Texas; ha formato la El Paso Negro Woman's Civic and Equal Franchise League
- Ella B. Ensor Wilson (1838–1913), riformatrice sociale; suffragista del Kansas
- Alice Ames Winter (1865–1944) – letterata, autrice, clubwoman, suffragista
- Emma Wold (1871–1950) – presidente della College Equal Suffrage Association nell'Oregon, in seguito segretaria della sede centrale del National Woman's Party
- Clara Snell Wolfe (1872–1970) – prima vicepresidente del National Woman's Party e presidente della filiale dell'Ohio
- Victoria Woodhull (1838–1927) – attivista per i diritti delle donne, prima donna a parlare davanti a una commissione del Congresso, prima candidata donna alla presidenza degli Stati Uniti, una delle prime donne ad avviare un giornale settimanale (Woodhull & Claflin's Weekly), attivista per le riforme del lavoro, sostenitrice dell'amore libero